# Parc de la Tête-d'Or
Pour les articles homonymes, voir Tête d'or.
Le parc de la Tête-d'Or est un parc urbain public situé à Lyon, l'un des plus grands de France. Œuvre des frères Denis et Eugène Bühler, le parc est ouvert dès 1857 alors que les travaux ne sont pas achevés. Il est exactement contemporain du Central Park de New York, créé la même année. Le parc est enrichi de nombreux bâtiments comme les grandes serres en 1865, le vélodrome, le chalet des gardes et le chalet du parc en 1894, la clôture en 1896, les serres de collection en 1899, le monument aux morts de l'île aux Cygnes entre 1914 et 1930 ou encore la nouvelle roseraie entre 1961 et 1964.
Géré par la ville de Lyon et véritable poumon de l'agglomération, le parc offre sur 117 hectares une étendue de nature au cœur de la cité. On y accède par huit entrées, la dernière ayant été ouverte en 2009, au niveau de l'esplanade de la Cité Internationale. Des événements divers, films, théâtre, expositions ou autres en font un haut lieu de la culture lyonnaise. Le jardin zoologique de Lyon et le jardin botanique de Lyon prennent place en son sein.

## Historique

### Avant le parc
En 1530, les terrains constituant l'actuel parc sont la propriété de la famille Lambert, et le lieu porte déjà le nom de « Tête d'or ». En 1662, une pièce d'archives mentionne le domaine appelé Grange Lambert, possession de l'Hôtel Dieu ainsi héritier universel de Catherine Lambert. Le nom de « Tête d'or » provient d'une légende selon laquelle un trésor, avec une tête de christ en or faisant partie d'un butin, aurait été enfoui à cet endroit par des barbares ou des croisés. Le domaine était alors une zone inondable constituée de lônes, bras morts du Rhône, et de brotteaux (marécages en lyonnais). Il le restera jusqu'à la création du parc.

### Genèse d'un parc urbain

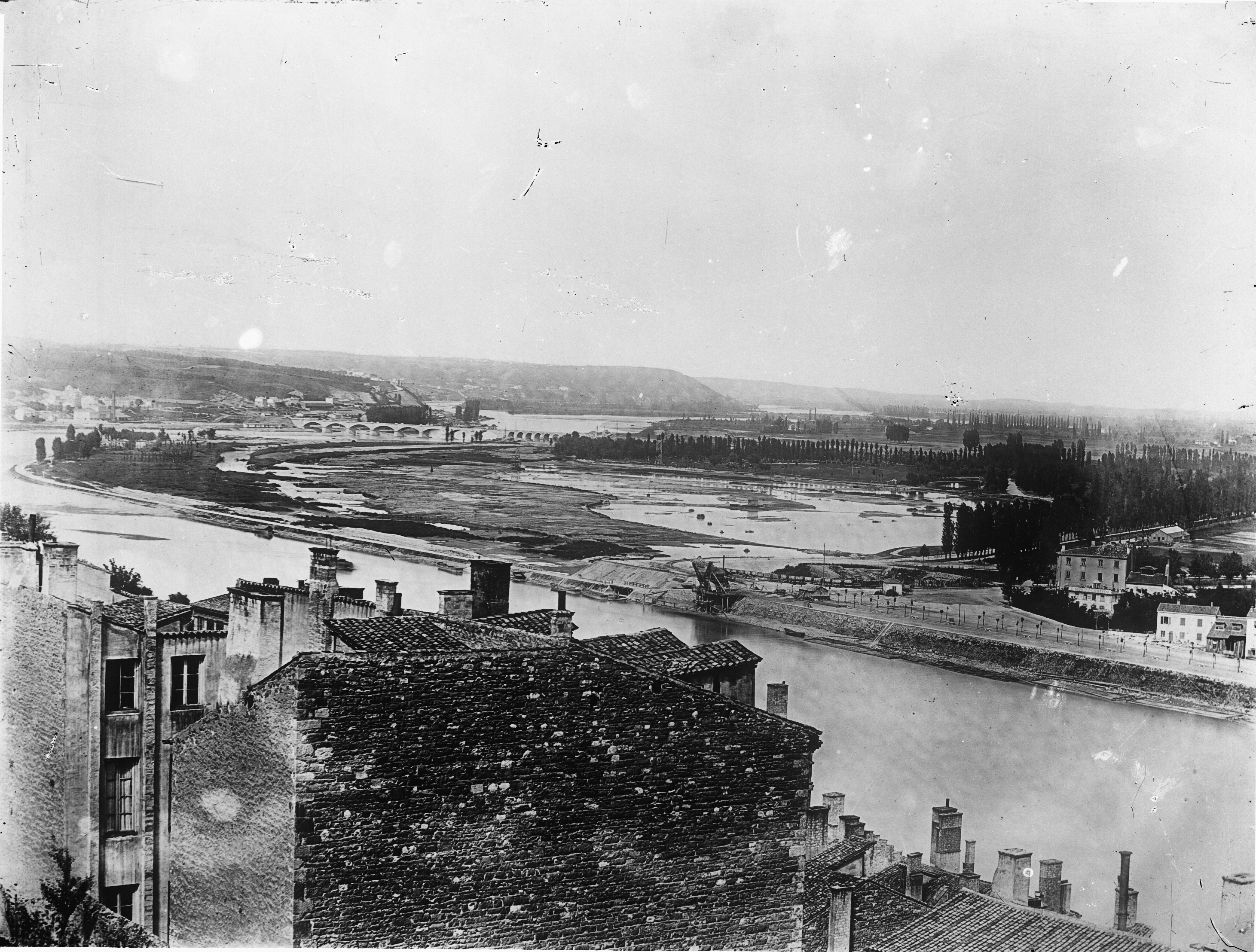
Vue du site avant le début des travaux.

Dès 1812 un parc urbain à Lyon est en projet. Divers lieux sont envisagés, comme la Presqu'île ou la colline de Fourvière, puis finalement, les terrains actuels, appartenant en grande partie aux Hospices civils de Lyon sont choisis. En 1845, l'architecte Christophe Crépet présente dans le cadre de son embellissement de la Guillotière un projet de parc urbain à l'emplacement du parc actuel : « Pour satisfaire les besoins pressants d'une grande population, j'ai transformé les atterrissements et les broussailles de la Tête-d'or en un bois planté à l'instar de celui du bois de Boulogne ». Cette idée fera son chemin puisqu'elle est reprise dans son principe par le préfet (et maire de 1853 à 1864)  Claude-Marius Vaïsse qui souhaite créer un parc afin de « donner la nature à ceux qui n'en ont pas ». En 1856, le terrain est acheté aux Hospices civils de Lyon. Les travaux du parc commencent la même année sous la direction des paysagistes suisses Denis et Eugène Bühler et de l'ingénieur Gustave Bonnet, et durent cinq années. Le parc est ouvert dès 1857, même si à cette période l'ensemble des travaux ne sont pas encore achevés. Il est situé au nord du quartier des Brotteaux et borde le Rhône. Une digue est construite entre autres avec la terre du creusement du lac, permettant de rendre non-inondables de vastes terrains, transformés en parc.

### Vie du parc

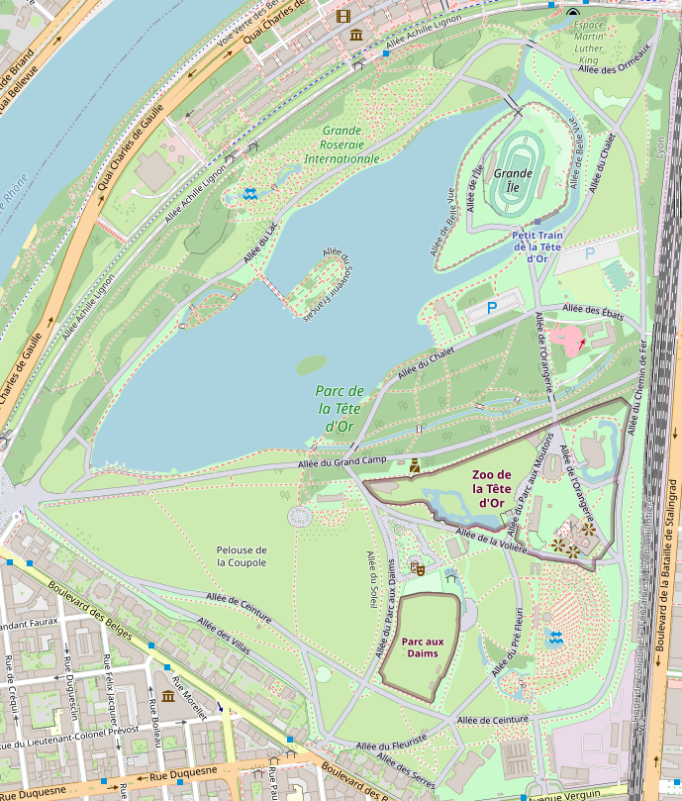
Plan du parc.

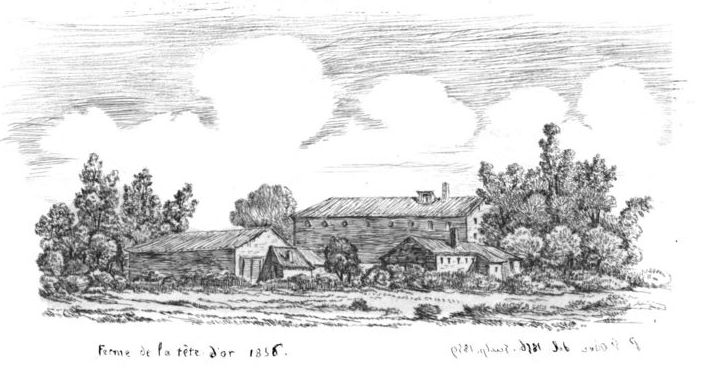
Ferme de la Tête d'Or en 1836.

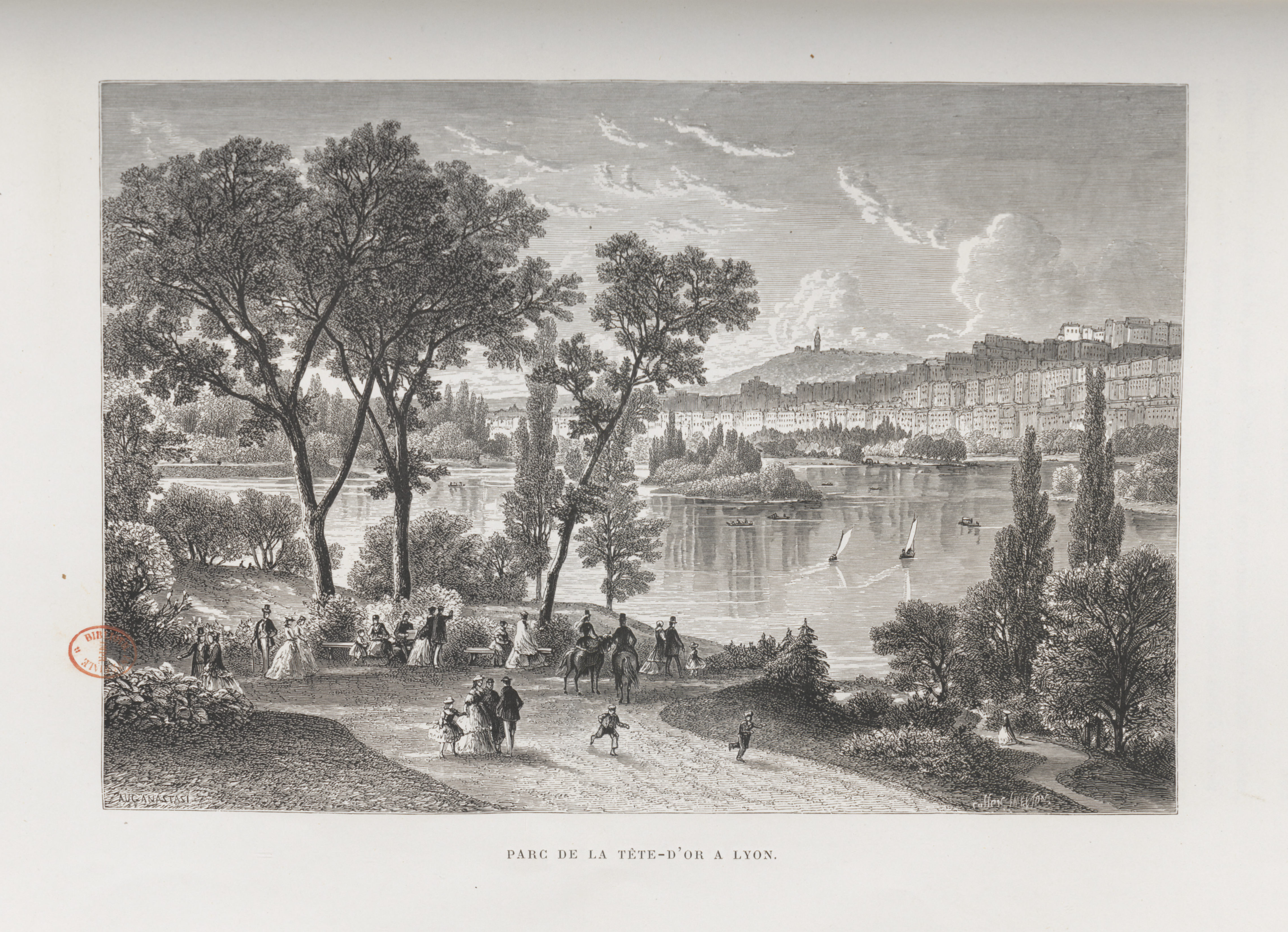
Auguste Anastasi, Parc de la Tête d'or à Lyon, 1867.

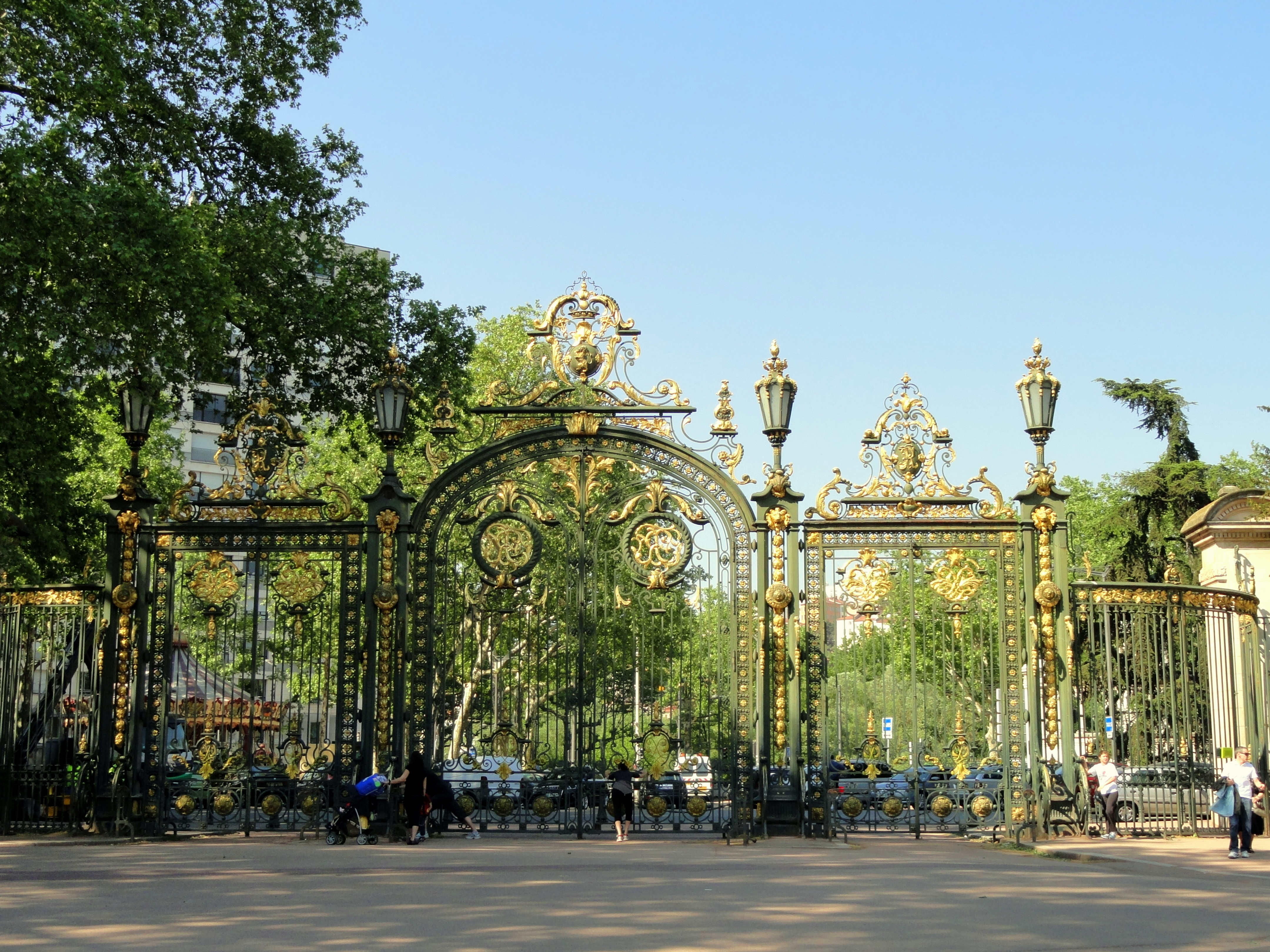
La grille de la « Porte des enfants du Rhône », à proximité du Monument des enfants du Rhône.

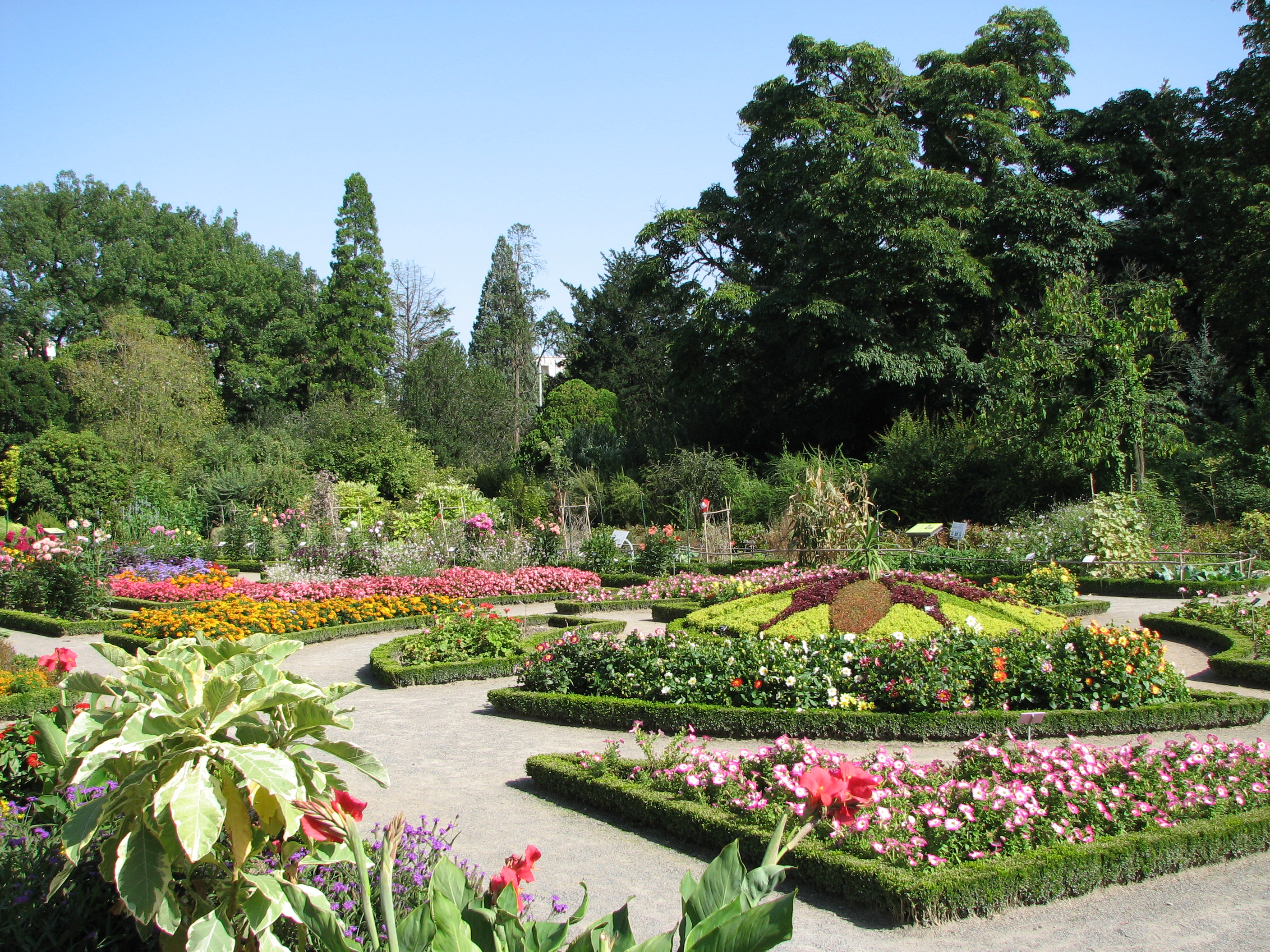
Jardin botanique.

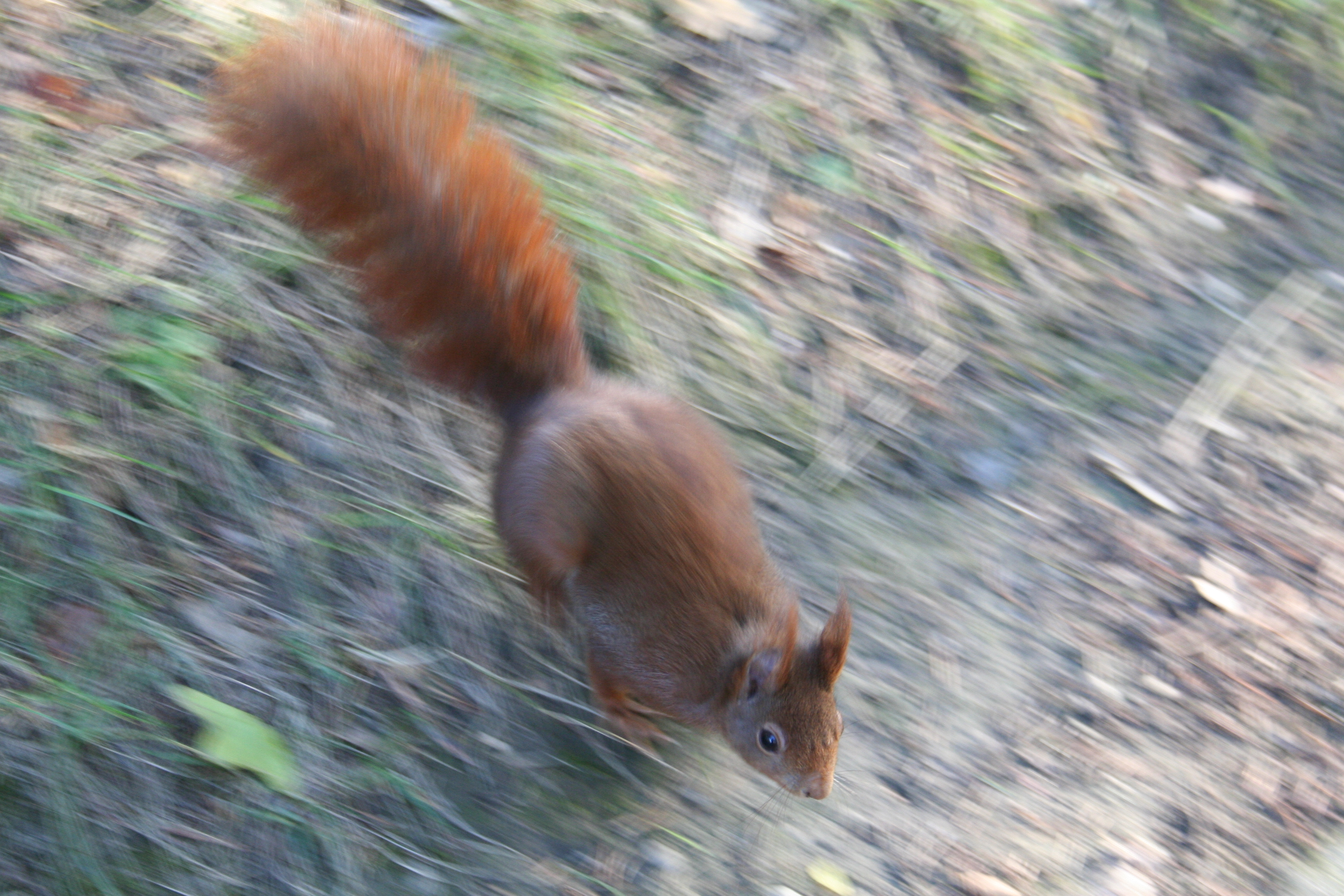
Écureuil roux dans le parc.

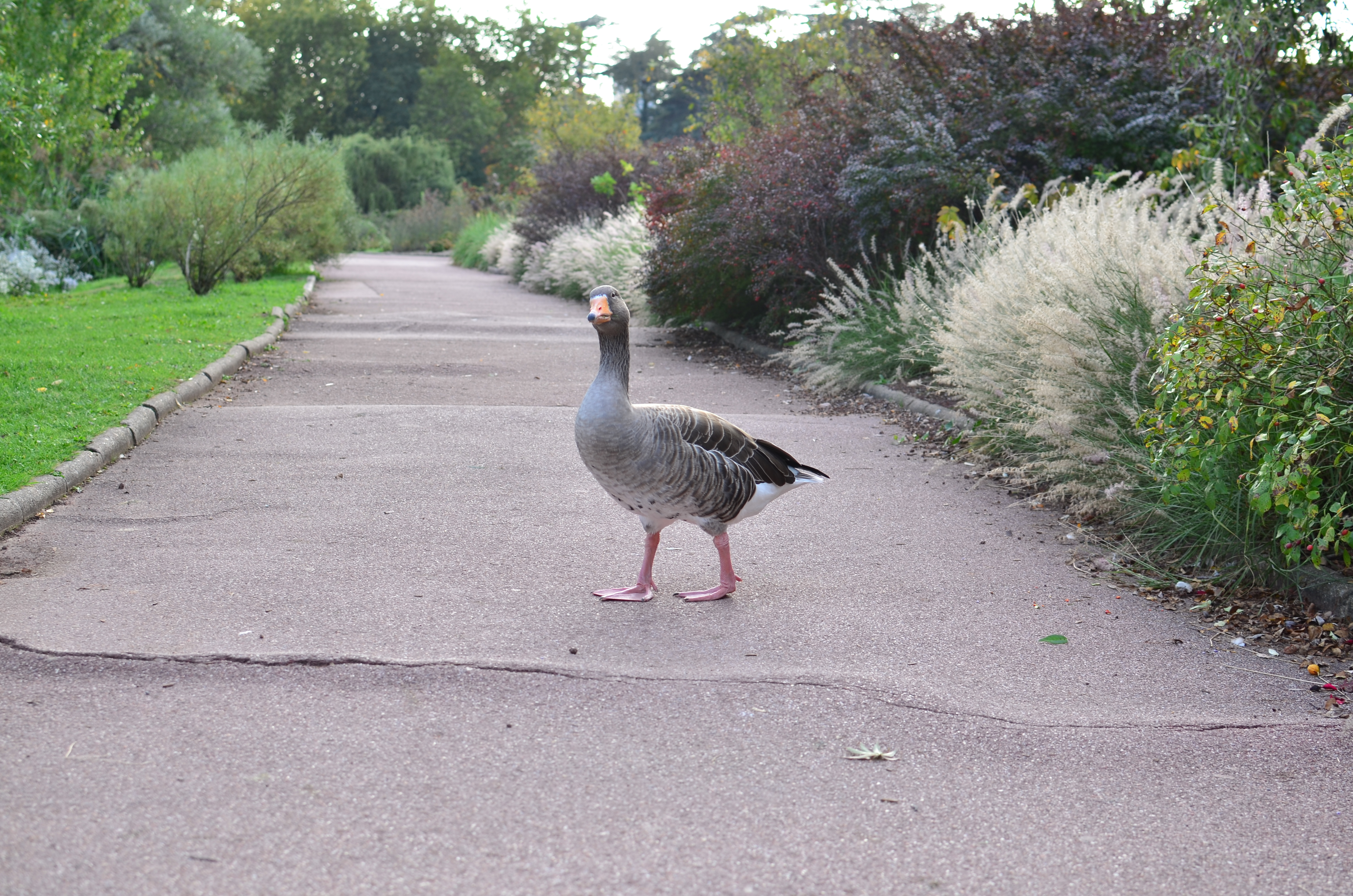
Une oie cendrée en liberté.

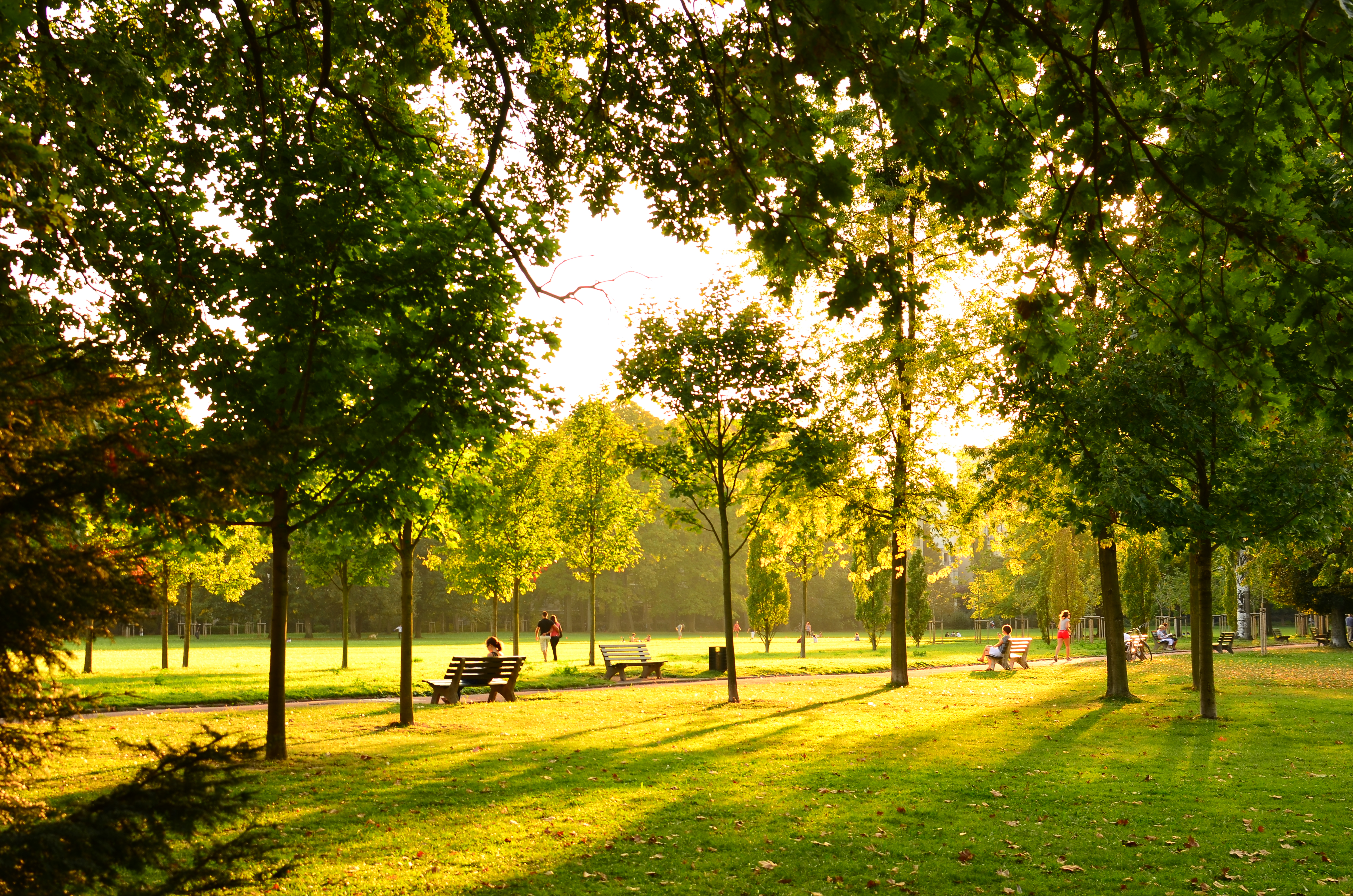
Vue de la pelouse de la coupole.

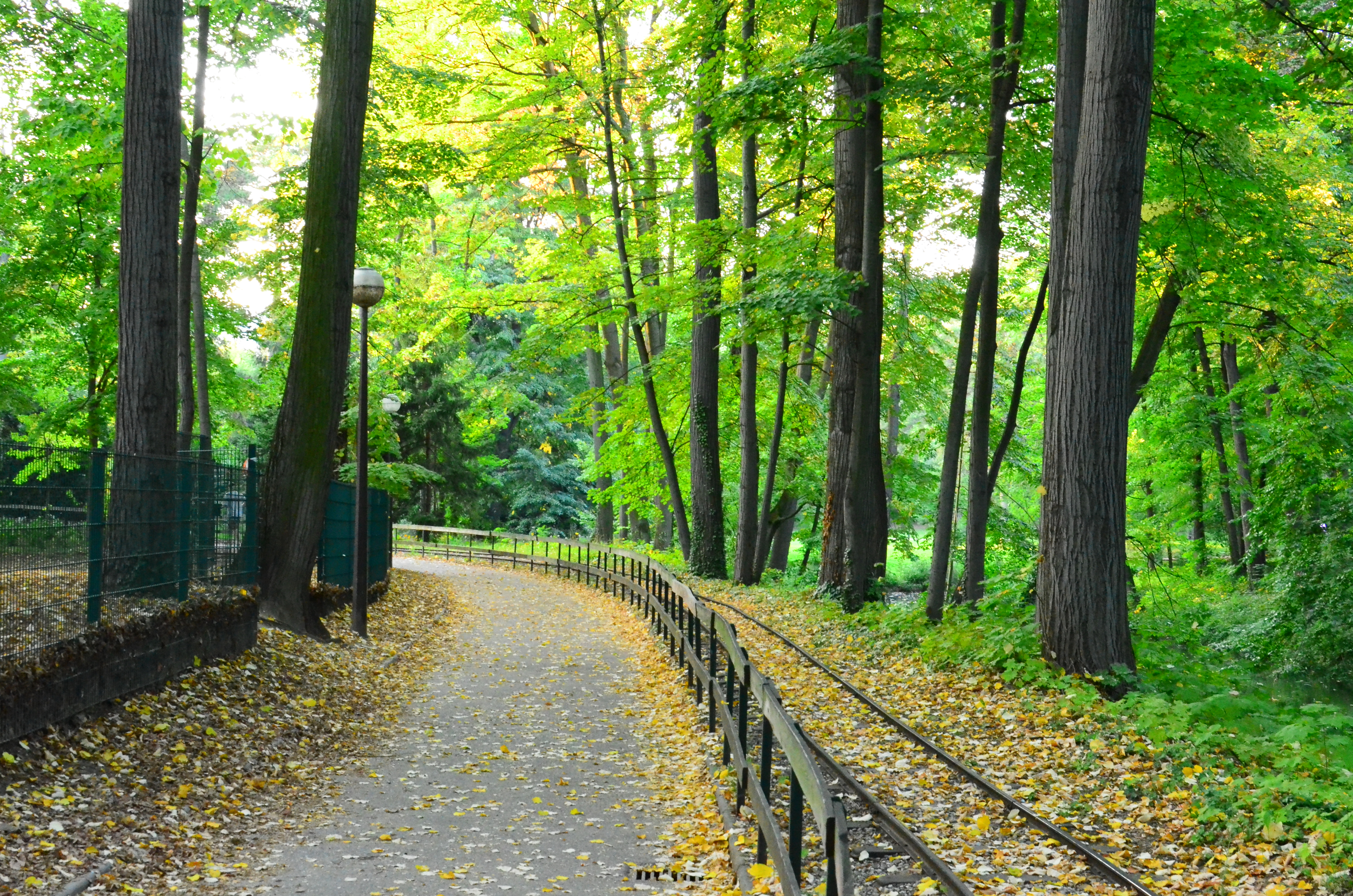
Allée de Belle Vue.

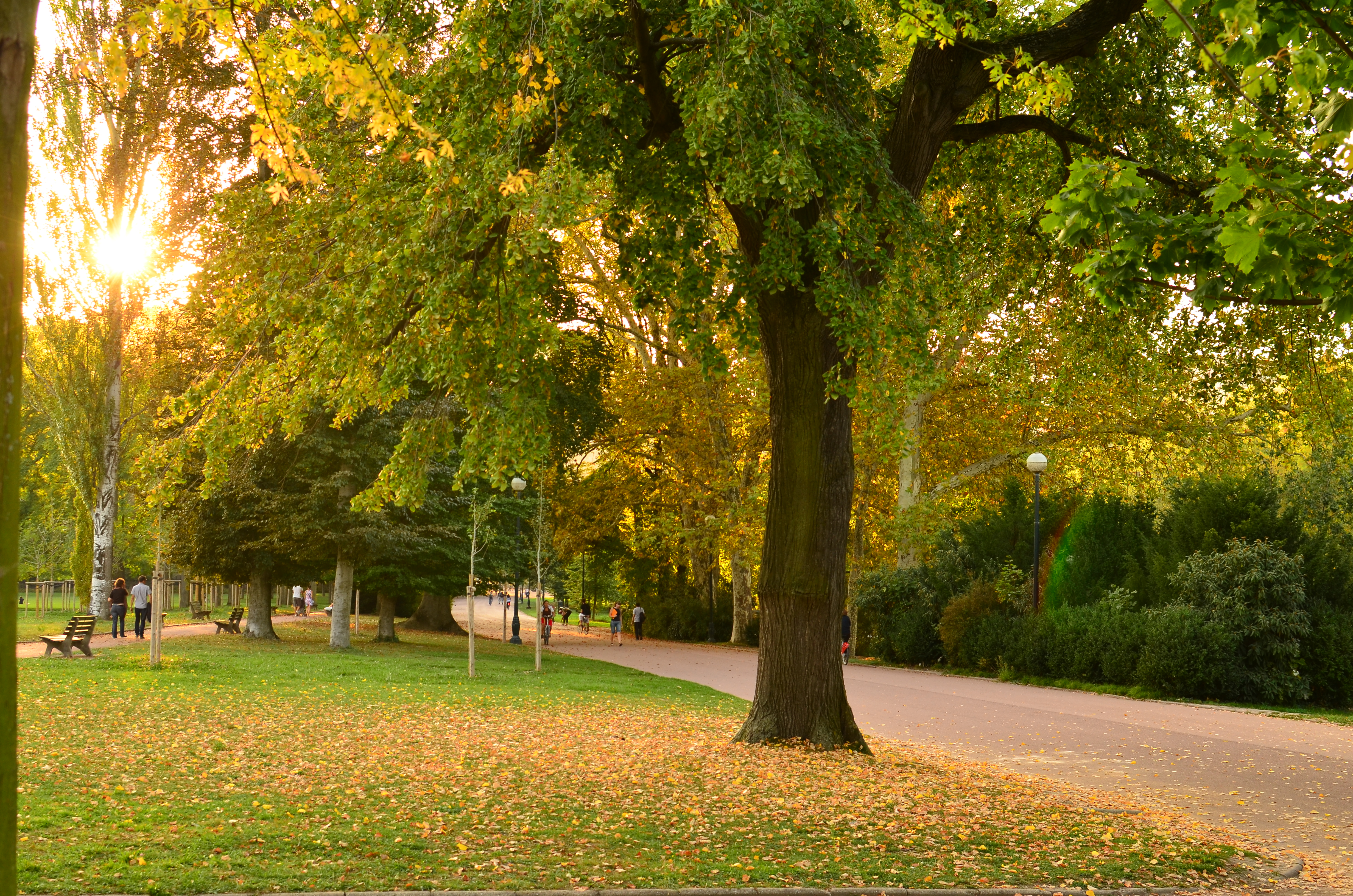
Allée du Grand Camp.

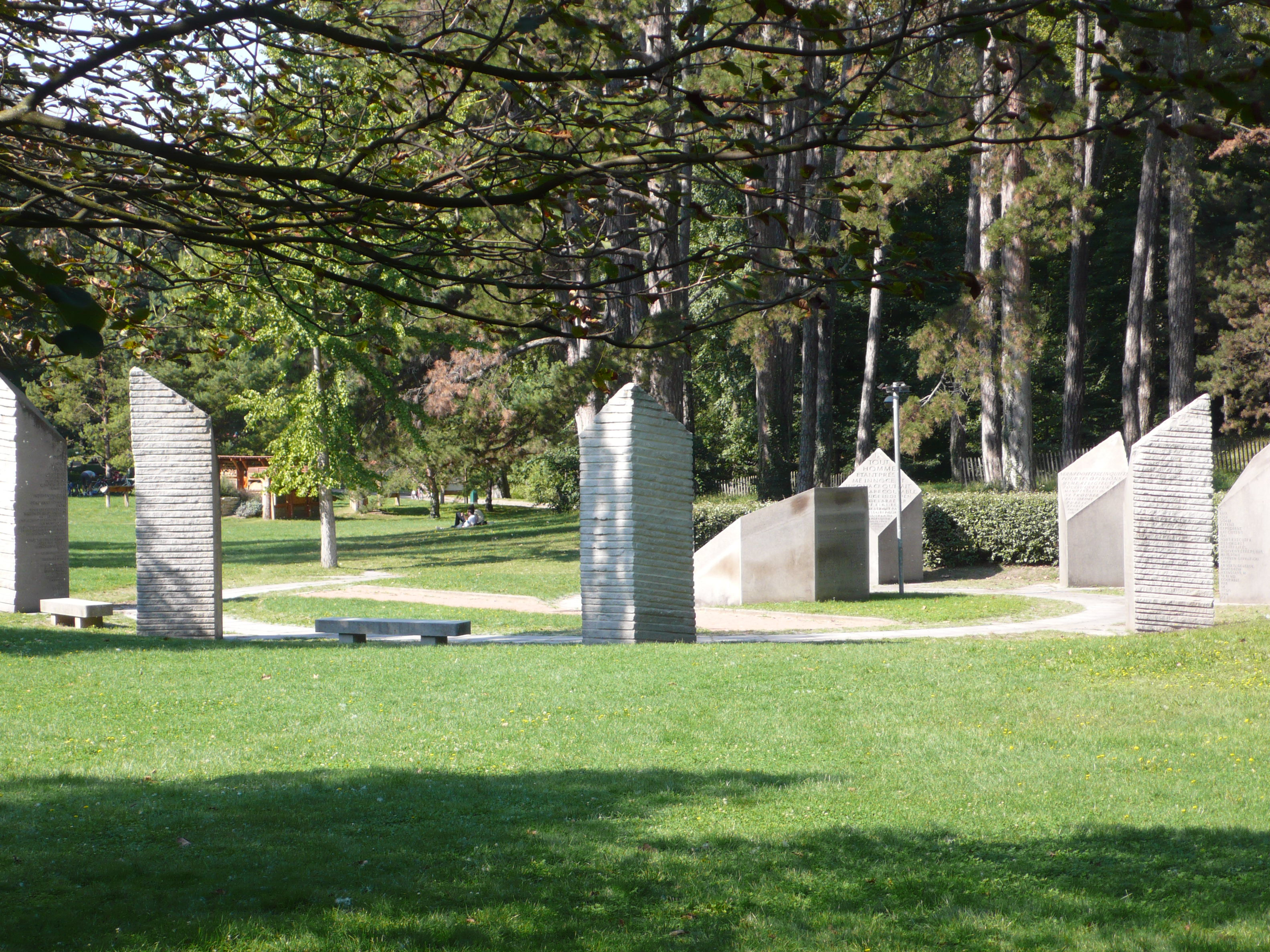
L'Espace droits de l'homme.

- 1857 : à l'origine, le jardin botanique de Lyon est issu d'un décret de 1794 de la Convention nationale qui oblige la création d'Écoles centrales pour les villes de plus de 300 000 habitants. Ces écoles doivent enseigner les sciences, les lettres et les arts. Elles doivent être accompagnées d'un cabinet d'histoire naturelle et d'un jardin des plantes. C'est ainsi que Jean-Emmanuel Gilibert, alors maire de Lyon, fait appliquer le décret dans sa ville et crée le Jardin des plantes sur les pentes de la Croix-Rousse. Achevé en 1804 dans le clos du Couvent de la Déserte, le jardin botanique trop à l'étroit est transféré au parc en 1857. Il est alors riche de plus de 4 000 plantes. Le jardin est placé à l'est du parc pour ne pas compromettre les perspectives du parc et casser l'effet que produit la grande pelouse centrale, au sud du lac. On aménage un terrain pour les cultures expérimentales, pour les graminées, les arbres fruitiers et les plantes médicinales. Aujourd'hui réparties sur sept hectares, les collections végétales vivantes du jardin botanique sont aussi riches que celles du Muséum national d'histoire naturelle à Paris[10]. Au début du XIXe siècle, des fouilles furent entreprises pour retrouver le trésor de la tête d'or. Les recherches ne cessèrent qu'en 1860, et aucun trésor ne fut trouvé.
- 1859 : l'orangerie est déplacée du Jardin des plantes sur les pentes de la Croix-Rousse au nouveau parc[11].
- 1861 : création d'une activité de canotage sur le lac. Dès cette année-là, le parc offre des espaces consacrés à la présentation des animaux. Le plan des frères Bühler comporte des mentions originales comme celle d’un parc aux moutons, d’un enclos des poules et d’un pâturage à vaches. Petit à petit, un parc zoologique est créé, par l'arrivée d'animaux exotiques et la construction puis la rénovation d'installations adaptées.
- 1865 : construction des grandes serres et de la serre des agaves par l'architecte Gustave Bonnet.
- 1867 : le plan aquarelle du parc est présenté à l'Exposition universelle de Paris.
- 1872: l'Exposition universelle internationale se déroule à Lyon au sein du parc[12].
- 1877 à 1880 : reconstruction des grandes serres[13].
- 1881 : édification du monument des Légionnaires.
- 1887 : édification de la serre Victoria, reconstruite en 1982[14].
- 1891 : les voitures sont autorisées à circuler dans le parc. À la suite de plusieurs accidents, le maire Antoine Gailleton, décide de rendre obligatoire le port d’une plaque portant un numéro d’identification unique sur chaque véhicule[15]. Par la suite cette obligation est étendue à la ville entière.

- 1894 : l'Exposition  universelle, internationale et coloniale se déroule sur le site du parc de la Tête d'or. Par la loi du 28 août 1884, les forts de la Tête-d'Or et des Charpennes sont rasés pour la création du boulevard du Nord, aujourd'hui boulevard des Belges[16]. Le chalet des gardes, le chalet du parc et le vélodrome sont construits. Cette année-là, la partie villeurbannaise du parc Le Parc de la Tête d'or est annexée par la ville de Lyon : le parc reste longtemps partagé entre Lyon et Villeurbanne, la frontière entre les deux communes traversant le parc de part en part. Les disputes et rivalités étaient incessantes entre les deux communes à propos des dépenses et des recettes du parc. Jean Casimir-Perier, président sous la IIIe République, du 27 juin 1894 au 15 janvier 1895, promulgue le 17 décembre 1894, la loi prononçant l’annexion au 6e arrondissement de Lyon, de la partie du parc située sur le territoire de Villeurbanne.

- 1896 à 1898 : la ville souhaite réaliser une clôture afin de protéger le parc et d'empêcher les fraudeurs d'introduire des marchandises cachées par l'écran végétal car le parc se situe alors en limite de l'octroi. Le 5 novembre 1896 est décidée la construction de la clôture composée d'un muret de béton surmonté d'une grille en fer. Une vive opposition nait contre l'idée d'une clôture : le 17 novembre 1898 la grille est arrachée sur plus de trois cents mètres. Les travaux s'achèvent par la pose de grilles aux trois entrées : porte Tête-d'Or, porte Montgolfier et celle de l'entrée principale des Légionnaires, désormais porte des Enfants du Rhône. Cette dernière fait l'objet d'un concours lancé en 1898, remporté par Charles Meysson. La porte est réalisée par le ferronnier lyonnais et anarchiste Joseph Bernard[17]. Mesurant trente-deux mètres de longueur, la grille comporte deux pylônes en pierre de Villebois. La porte centrale mesure onze mètres de hauteur et vingt-neuf de large. L'ensemble de la porte pèse cinquante-huit tonnes.
- 1899 : construction des serres de collections, des cultures et des palmiers.
- 1901 : construction des pavillons de la porte de la Tête d'or.
- 1904 : construction de la vacherie par l'architecte Tony Garnier. Celle-ci déménage à Cibeins en  1919.
- 1913 : construction d'un embarcadère sur le lac.
- 1917 : inauguration des nouvelles cages aux lions.
- 1932 : le souterrain reliant l'Île aux Cygnes à la berge est inauguré.
- 1961 à 1964 : création de la nouvelle roseraie.
- 1964 : création de l'enclos aux éléphants[18].
- 1965 à 1969 : mise en place progressive d’un nouveau réseau d’éclairage.
- 1968 : construction du pavillon des girafes. Aujourd'hui vide après le déménagement des girafes dans leur nouvel enclos, dans l'écrin de la plaine africaine.
- 1989 : création de l'Espace droits de l'homme dans la partie nord du parc : des monolithes dressés comportent le texte de la déclaration.
- 1991 : projet d'aménagement d'une nouvelle entrée face à la Cité internationale de Lyon. Il est réalisé 10 ans après, à côté de la grotte en rocaille du ruisseau « source » du lac. (Celui qui aboutit par le Pont Suisse).
- 2000 (à partir de -) : reprise de l'arboretum dans tout le parc, abattage de nombreux vieux arbres qui n'avaient pas été remplacés en continuité du temps et devenus dangereux.
- 2006 à 2007 : création de la « Plaine africaine » dans le parc zoologique sous la direction de la paysagiste Jacqueline Osty.
- 2011 : recréation de tous les édicules sanitaires dans une architecture moderne « bois et béton », dont un édicule particulier de traitement écologique de retour à la nature des excréments.
- 2016 à 2017 : l’ensemble du réseau d’éclairage du Parc est repris et intégralement changé en LED.
- 2019 à 2021 : création de la « Forêt d'Asie » dans le parc zoologique, destinée à l’accueil d’espèces menacées d’Asie du Sud-Est[19].
- 2023 : arrêt des balades à poneys[20].

#### Événements animaliers singuliers

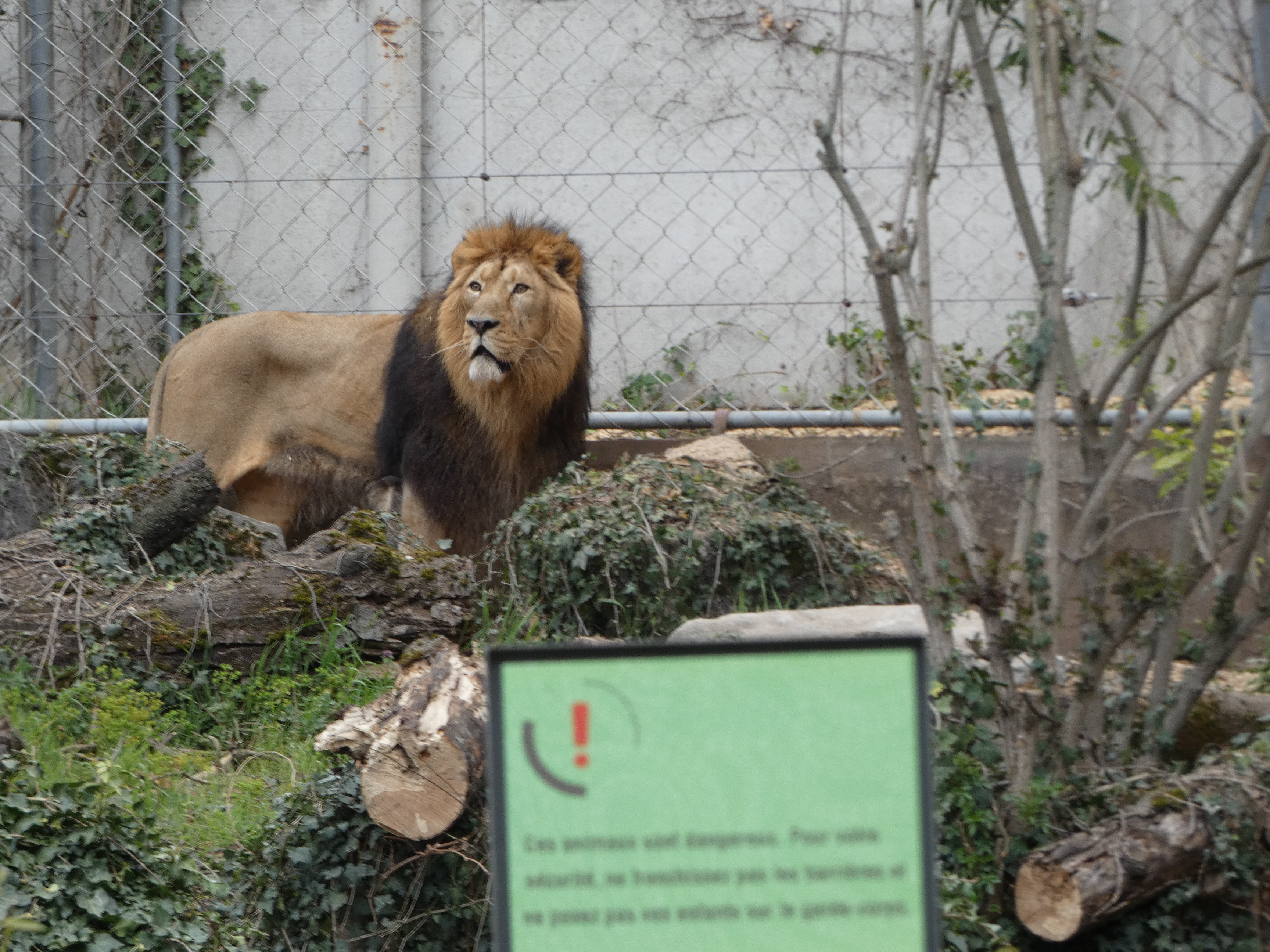
Jasraj, dernier lion et dernier grand animal du parc.

- 1964 : accueil des 3 éléphants Pankov, Maouzi et Java qui rejoignent Mako présent dans le parc depuis 1948[18].
- 1981 : le 2 décembre, une portée exceptionnelle de 25 anacondas a vu le jour au parc.
- 1984 : le 11 avril, une lionne nommée Sonia oblige, à la suite d'une dispute, son compagnon Sultan à se jeter à l'eau dans le bassin de leur enclos. Pendant 2 heures, Sultan essaie de regagner la berge par l'escalier prévu à cet effet, mais Sonia l'en empêche. Sultan meurt noyé[21].
- 1995 : le 27 septembre, une tigresse s'échappa de sa cage. Le parc fut évacué, le fauve a été retrouvé terré sous un buisson, sans doute effrayé par la foule[22].
- 2013 : les 2 derniers éléphants Baby et Népal quittent le parc et rejoignent Roc Agel, l’une des propriétés de la famille Grimaldi située dans les Alpes-Maritimes[23]. À partir de cette date, plus aucun éléphant n'est présent dans le parc.
- 2013 : première naissance d'un zèbre de montagne de Hartmann le 28 octobre 2013[24].
- 2021 : Jasraj, le dernier lion présent dans le parc meurt d’une gastro-entérite[25]. Il ne sera pas remplacé.
- 2022 : en septembre, les derniers crocodiles du zoo s'envolent pour le Maroc, afin que leurs futurs petits soit réintroduits dans leur habitat naturel. Ils ne sont pas remplacés[26].

## Agencement

Plan de l'exposition universelle, internationale et coloniale de Lyon de 1894.

Le parc fut modelé à l'anglaise, avec de grandes étendues gazonnées et un relief ondulé. Il a une forme triangulaire. Il est bordé par une digue qui le sépare du Rhône avec dessus une promenade le long du Parc de la Tête d'or qui rejoint au jardin de l’Amphithéâtre salle 3000 du Palais des congrès de Lyon une autre promenade le long du Rhône. Le Parc de la Tête d'or est bordé côté Est par la voie ferrée surélevée historique Lyon - Genève aboutissant à la gare des Brotteaux.
 
Le parc est bordé côté Sud par les villas « chic » du Boulevard des Belges qui ont toutes une servitude d'accès en fond de leur jardin sur le parc par des petits portillons.
Une petite vallée alpine arborée, un belvédère, un lac central, une grande pelouse, un petit bois, des jardins instructifs (jardin botanique, jardin zoologique) et des aires de jeux structurent le parc. Le parc contient aussi trois roseraies, une grande serre avec de plus petites, et un vélodrome.

### Les arbres

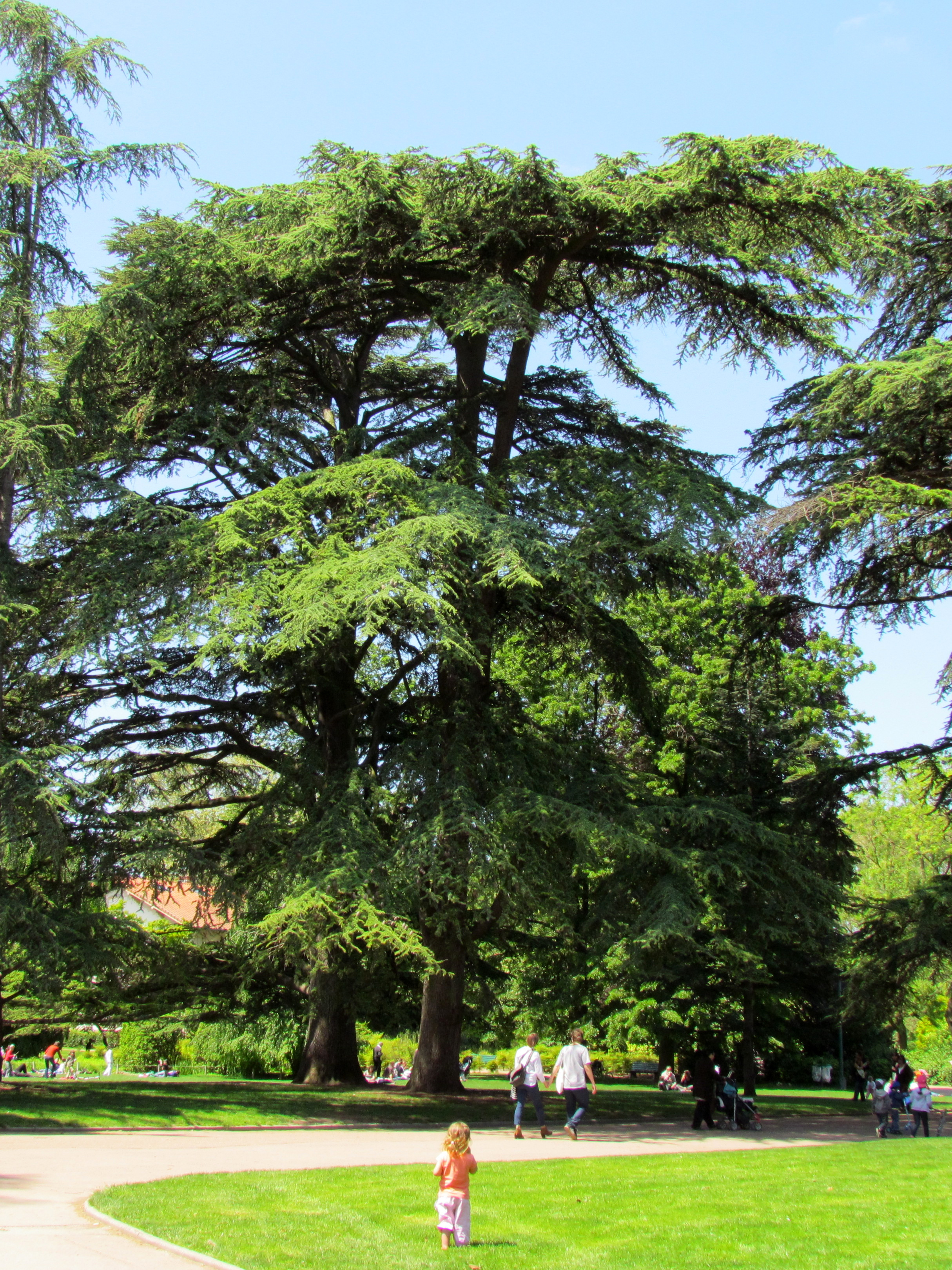
Arbre remarquable du Parc de la Tête d'or.

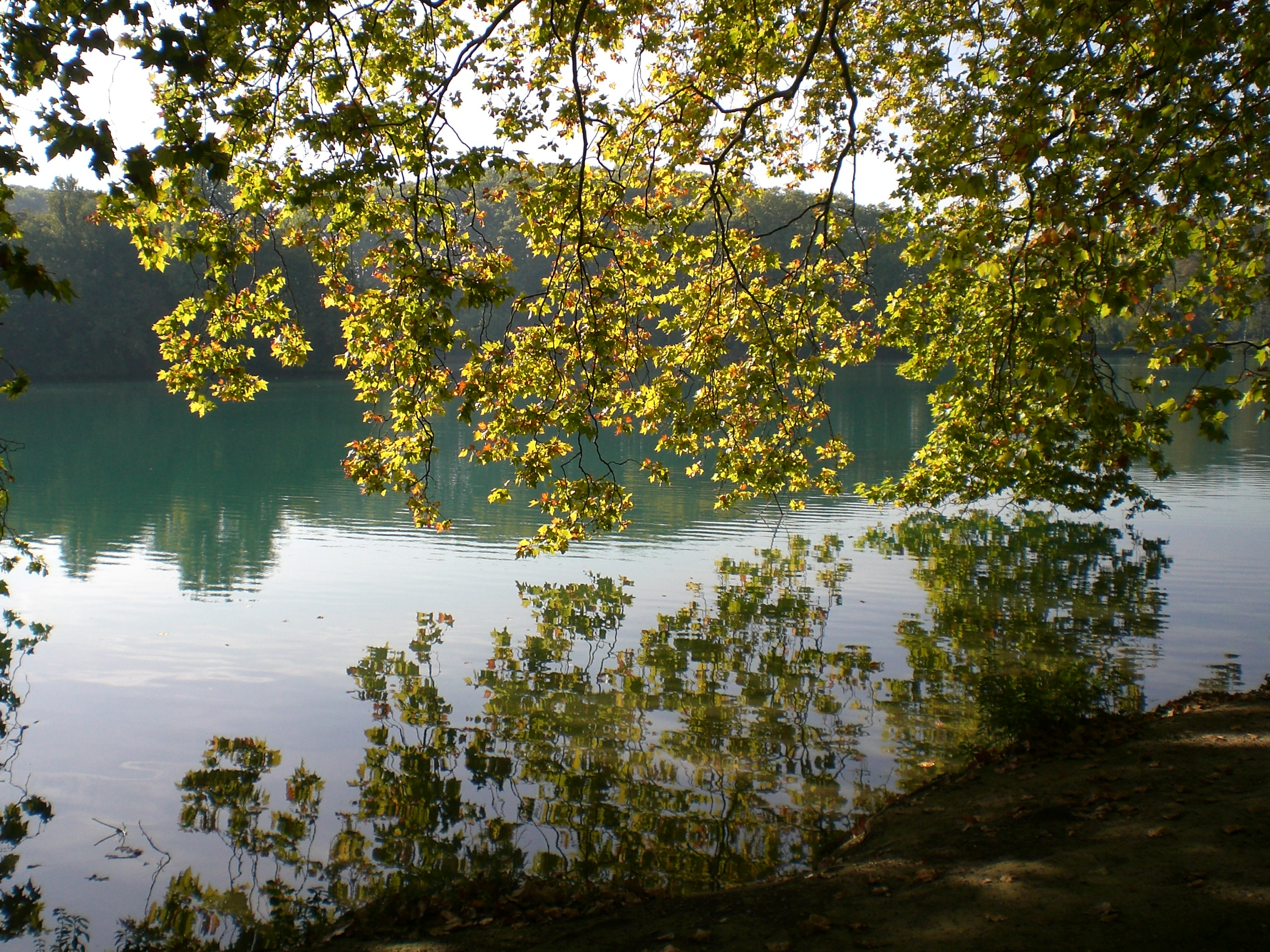
Reflet d'un arbre prenant part sur le lac.

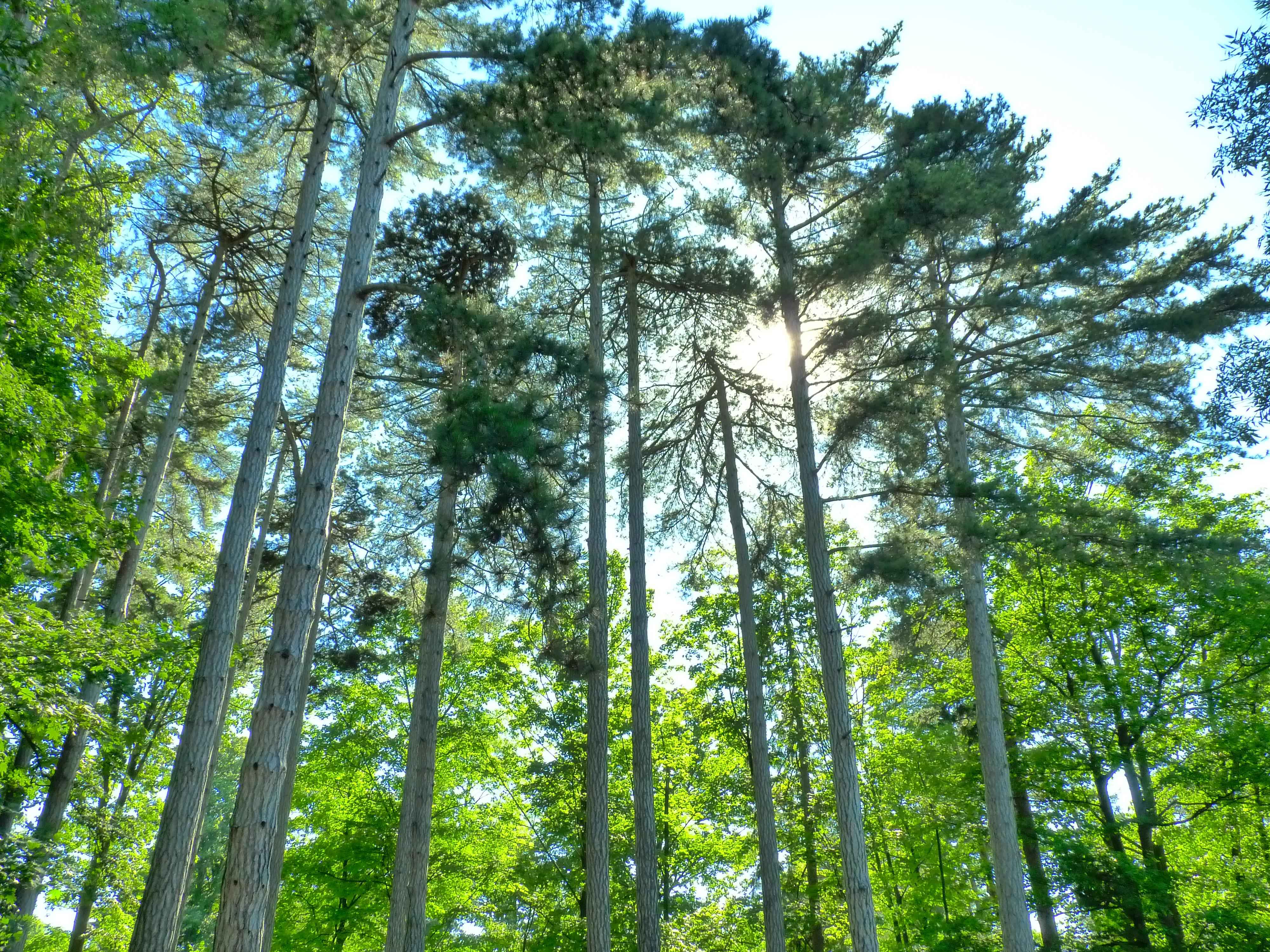
Arbres du parc de la Tête d'or.

Le parc compte plus de 8 800 arbres, dont 36,5 % de résineux, 61,0 % de feuillus, 2,5 % d'essences rares. Certains sont remarquables : l'on trouvera en particulier des platanes atteignant 40 mètres de hauteur, des cèdres du Liban, des tulipiers de Virginie, des ginkgos biloba, des cyprès chauves et des séquoias géants. Pour promouvoir ce patrimoine naturel, un guide-promenade des arbres remarquables a été spécialement édité ; il est disponible à l'accueil du parc.
- 170 m d'altitude
- Température moyenne annuelle : 11,4 °C
- Température moyenne en janvier : 2,4 °C
- Température moyenne en juillet : 20,6 °C
- Pluviosité : 828 mm par an
- 62 jours de gel par an
- plus de 3 000 000 visiteurs par an[1]
- jusqu'à 65 000 visiteurs les jours d'affluence

### Accès
Le parc possède huit entrées dont la plus remarquable est la « porte des Enfants du Rhône » à l'angle sud-ouest. Les autres portes sont, dans le sens horaire : la « porte de la Roseraie », la « porte du Musée d'art contemporain », la « porte des Congrès », la « porte Nord », la « porte de la Voûte », la « porte du Lycée du Parc » et la « porte de la Tête d'or ». Par un jeu de mots, les deux dernières sont surnommées par les vieux Lyonnais respectivement « l'entrée des serres » et « l'entrée des biches ».
L'entrée est libre sur la totalité du parc (hormis le mini-golf), y compris pour le jardin zoologique. Néanmoins pas d'accès ordinaire du public au vélodrome.
La circulation des fauteuils roulants des personnes à mobilité réduite est prévue sur tout le parc (y compris les serres, le jardin botanique et le zoo), sauf à la porte de la Roseraie, l'accès au Jardin Alpin et à l'Île du Souvenir. Un accès pour leur automobile ou minibus est prévu au parc de stationnement intérieur vers le restaurant du lac près de la porte sous voûte de Villeurbanne, des places leur sont réservées (le stationnement est autorisé dans ce parc sur la période repas exclusivement pour les clients du restaurant commandant un repas). Un accès par cette porte sous voûte se fait aussi pour les autocars rejoignant leur aire de stationnement propre, vers les jeux de boules. Pour ces groupes, une prairie pour pique-nique et rassemblement est aménagée.
Les vélos sont autorisés à circuler dans les grandes allées, depuis 2009, en cohérence avec l'implantation du système de location de vélos Vélo'v (les périodes d'autorisation dans la journée ont fluctué dans l'histoire du parc).
Les patineurs à roulettes sont « tolérés » en se cantonnant dans le secteur Nord, vers l'Espace des droits de l'Homme.
Les voiturettes à poneys  pour enfants se situent dans Le Bois.
Pour mémoire, la circulation autorisée des chevaux montés de cavaliers dans les grandes allées du parc se termine dans les années 1970 : les haras des loueurs étaient situés au quartier de La Doua de l'autre côté de la voie de chemin de fer, à Villeurbanne.
Note : À l'origine, le parc est ouvert aux automobiles, mais les accidents y sont fréquents. Pour mieux identifier le véhicule en cause, on décide en 1891 de les numéroter, en demandant aux propriétaires d'écrire le numéro de manière lisible sur leur voiture. À ses débuts, la plaque était temporaire : on la prenait à l’entrée du parc pour la restituer à la sortie. Mais le dispositif s’impose bientôt à toute la ville, et chaque voiture lyonnaise reçoit son numéro fixe. C'est le premier système d'immatriculation du monde,.

### Lac
Un lac de seize hectares est situé dans le parc. Il reçoit actuellement son eau par un puisage dans la nappe du Rhône. Dans la partie nord du lac émergent deux îles arborées, l’île des Tamaris, seulement accessible en barque, et l’île du Souvenir sur laquelle est érigé un mémorial en forme de quadrilatère. Anciennement appelée île des cygnes, elle a été transformée sur les plans de l'architecte lyonnais Tony Garnier et du sculpteur Jean-Baptiste Larrivé grand prix de Rome en 1904, afin d'honorer les militaires morts au combat. Les noms des soldats sont gravés sur les pans extérieurs des murs. Ces gravures ont été rénovées après 2003. Un couloir souterrain permet d'accéder à cette île, l'escalier qui y mène plongeant littéralement sous le lac.
Sur les abords du lac existent deux autres « îles » qui ne font pas réellement partie du lac : 
- l'île Gandhi et ses passerelles au style exotique et pittoresque ;
- la Grande Île constituée par le site arboré du vélodrome et son Belvédère : un bras d'eau en fait le tour franchissable d'un côté par un pont rocaille, de l'autre par le Pont Suisse, un pont couvert.

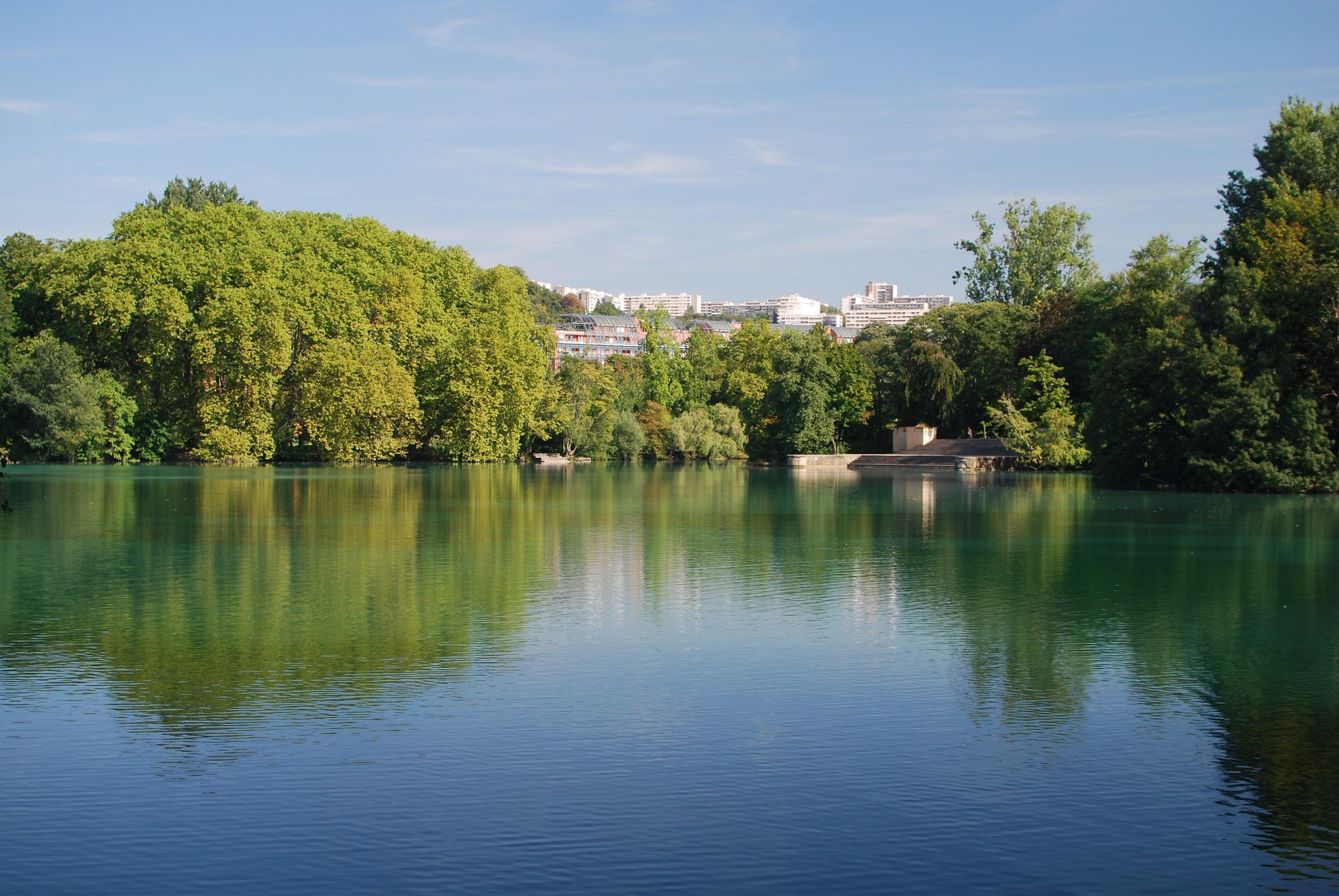
Le lac de la Tête d'or.
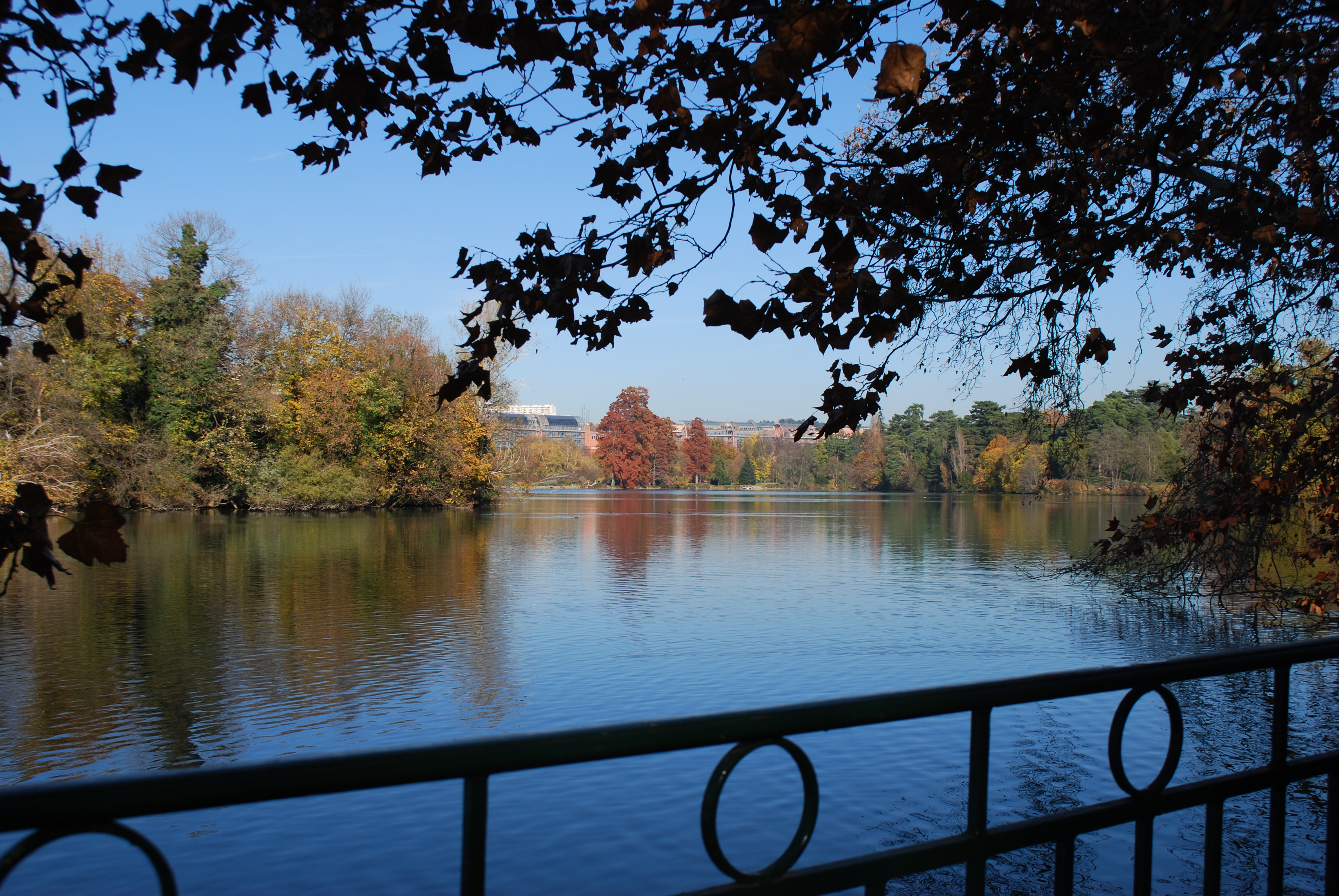
Vue du lac.
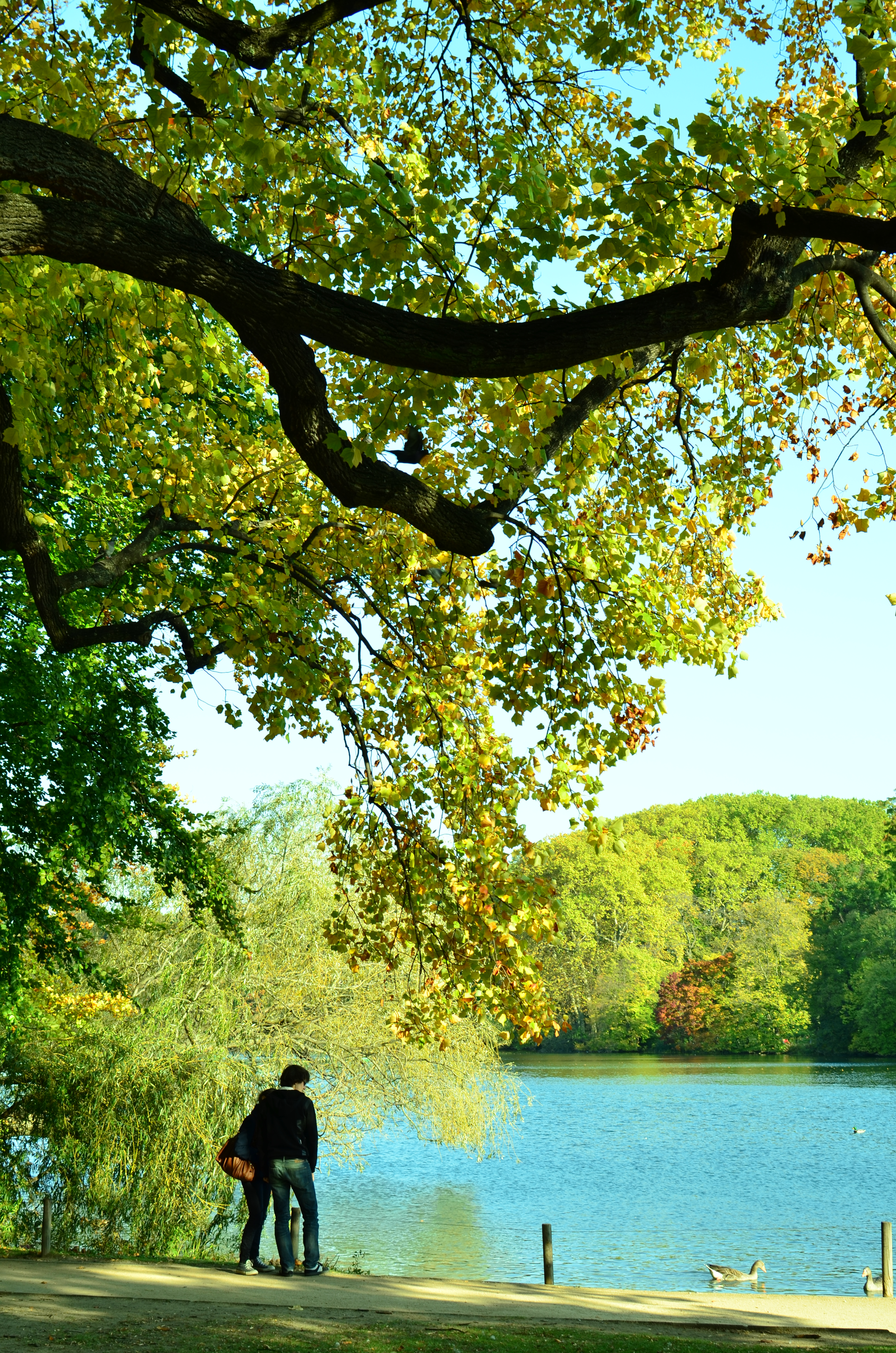
Promenade au bord du lac.
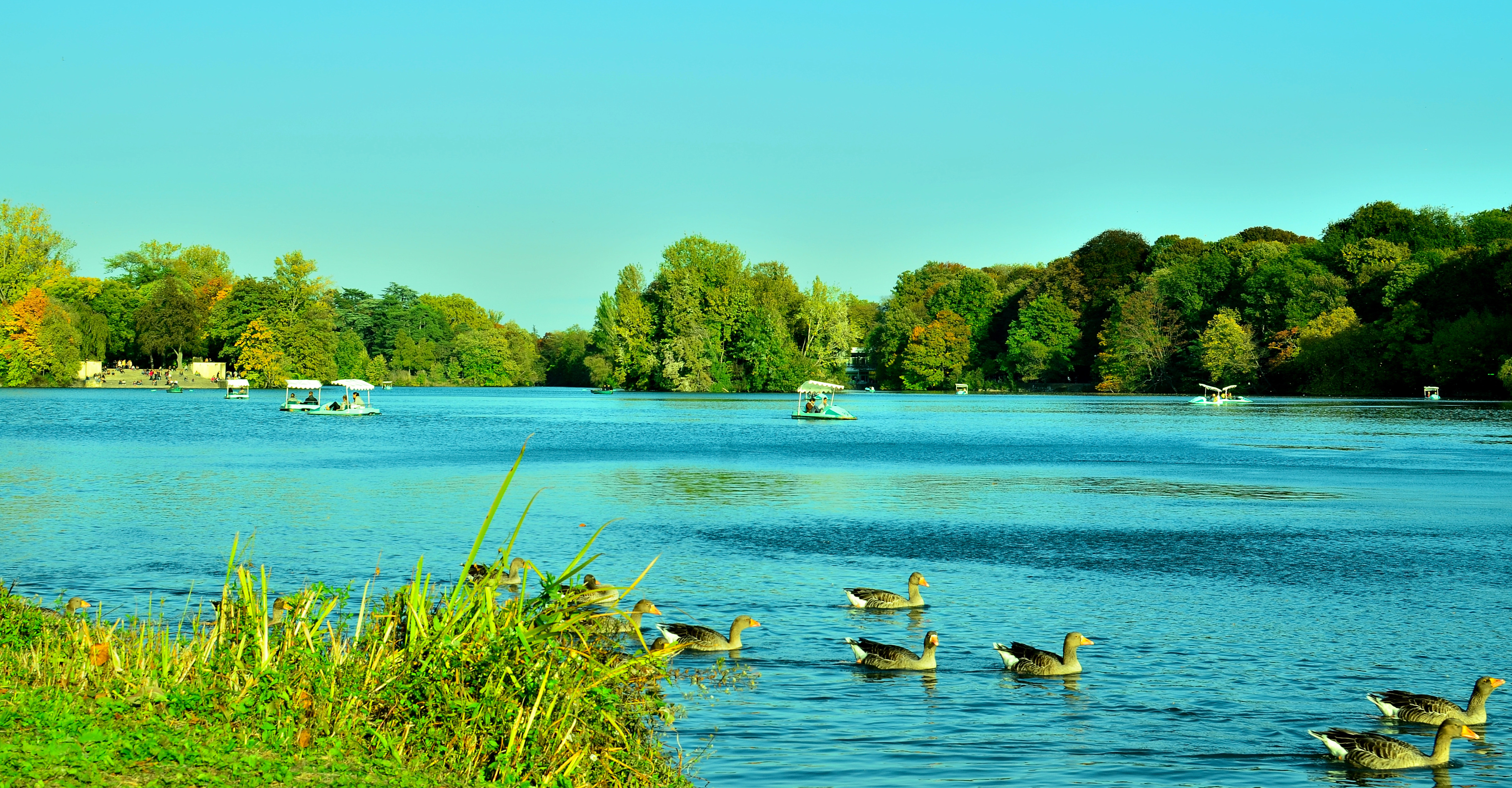
Ambiance sereine aux abords du lac : des promeneurs en arrière-plan sur l'île du Souvenir, des pédalos et des oies cendrées.

### Parc zoologique

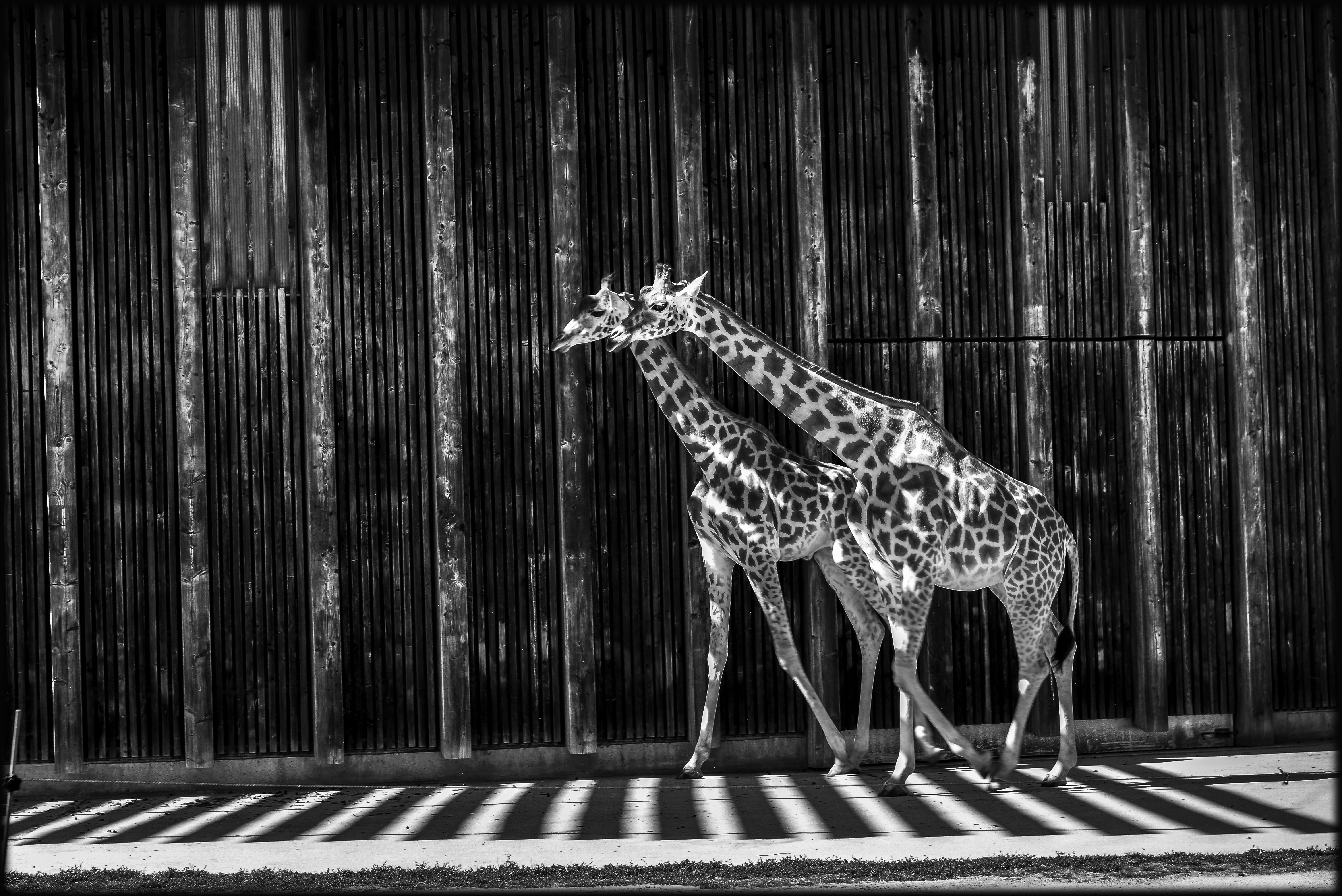
Girafes du Parc de la Tête d'Or.

Le parc zoologique a été créé en même temps que le parc. En 1858, une ferme à vocation pédagogique a été constituée suivant les directives données par l'État, avec quelques animaux sauvages locaux, mais peu à peu, les aménagements se multiplient pour accueillir de nouveaux pensionnaires et le parc se transforme en véritable parc zoologique.
Le zoo accueille dès 1874 des animaux venus du monde entier. Il s'étend sur plus de 6 hectares. Une collaboration scientifique est présente avec l'école vétérinaire de Lyon. Des conventions avec le pôle universitaire lyonnais dont l'école vétérinaire engage le jardin zoologique dans une participation active à la recherche scientifique au bénéfice de la conservation.
En octobre 2006, pour la restructuration complète du zoo, le parc inaugure une plaine africaine, où les paysagistes et les architectes ont respecté la visibilité exigée pour le public dans le respect des animaux en fondant les enclos dans le décor. C'est un espace où 130 animaux différents - certains appartenant à des espèces rares et protégées - cohabitent sur 2,5 hectares.
Depuis juillet 2021, le zoo se dote d'un nouveau biotope, les forêts d'Asie, où 25 espèces menacées d'Asie du Sud-Est dans leurs espaces naturels sont accueillis, dans le cadre des programmes d’élevage de l’Association européenne des zoos et aquariums. Ce nouveau site de 4 000 m² est composée de l'ancienne éléphanterie, d'une volière, d'un enclos extérieur et d'un espace boisé. Pour l'inauguration de cet aménagement, la ville de Lyon était réunis avec la chaire du bien-être animal. La ville a sollicité la Chaire afin d'analyser l'impact du changement de volière sur le comportement animal des gibbons, dans une volonté d'assurer au maximum le bien-être des animaux .

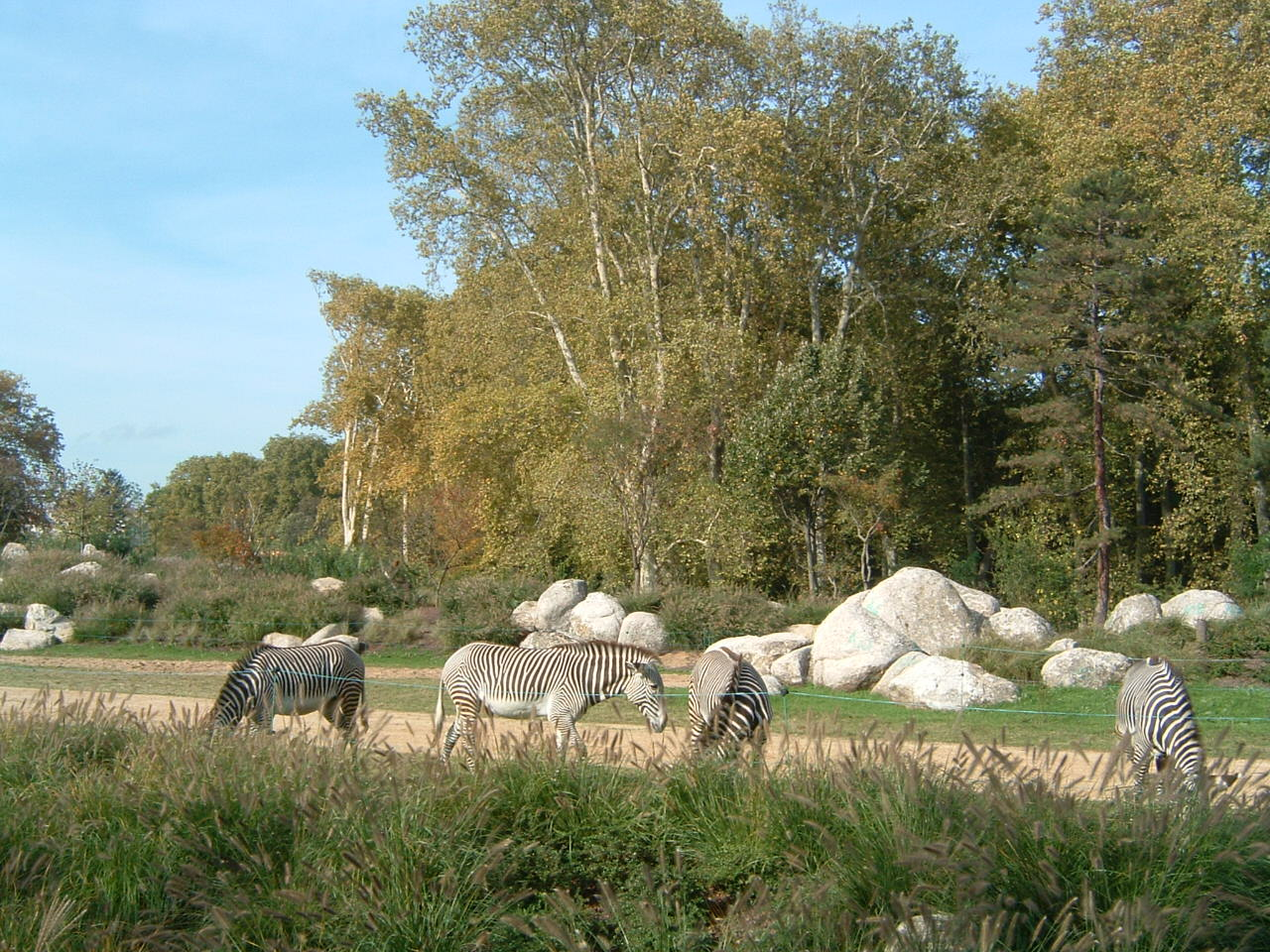
Zèbres dans la Plaine Africaine.
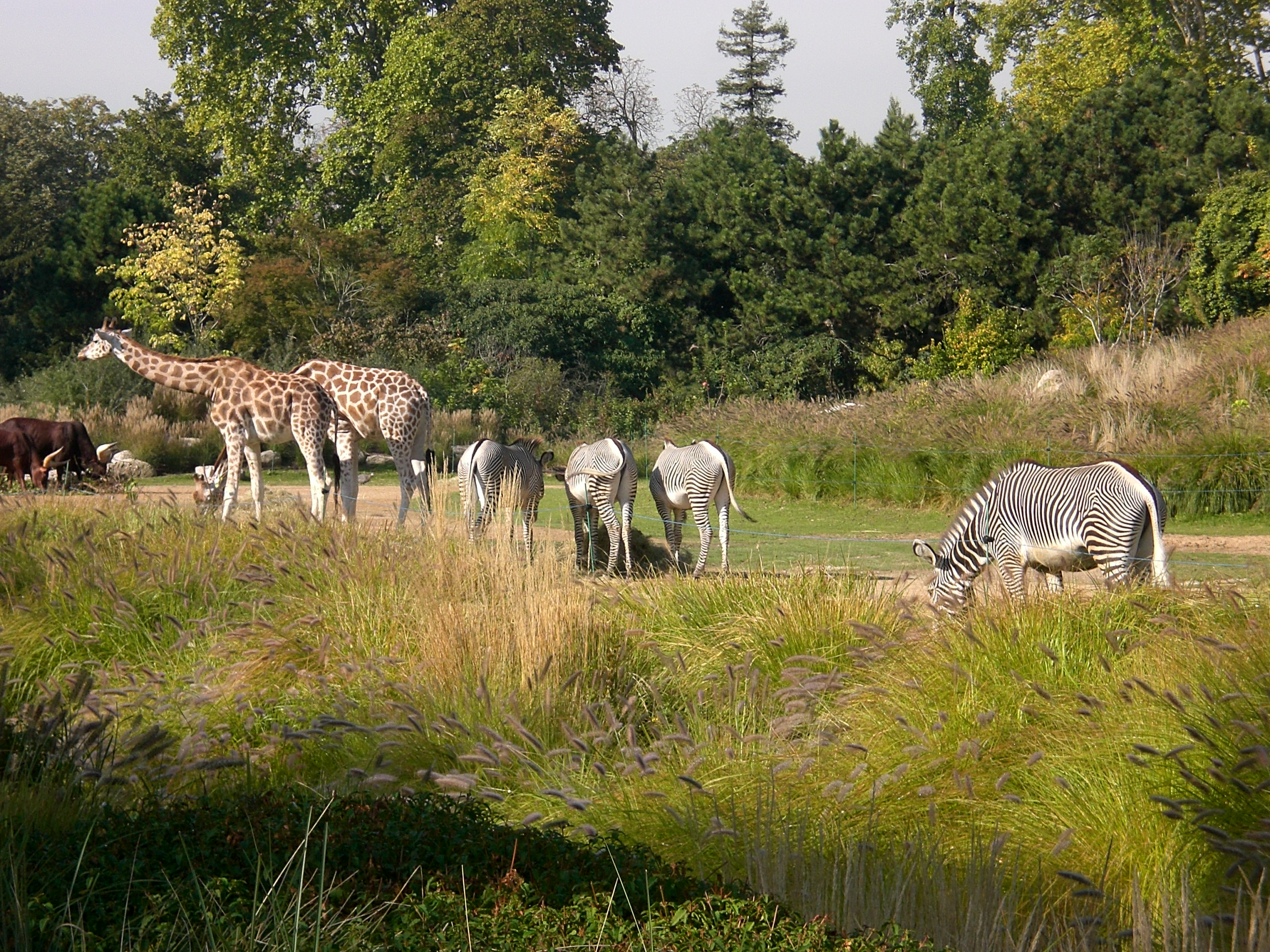
Zèbres, girafes et watusi.
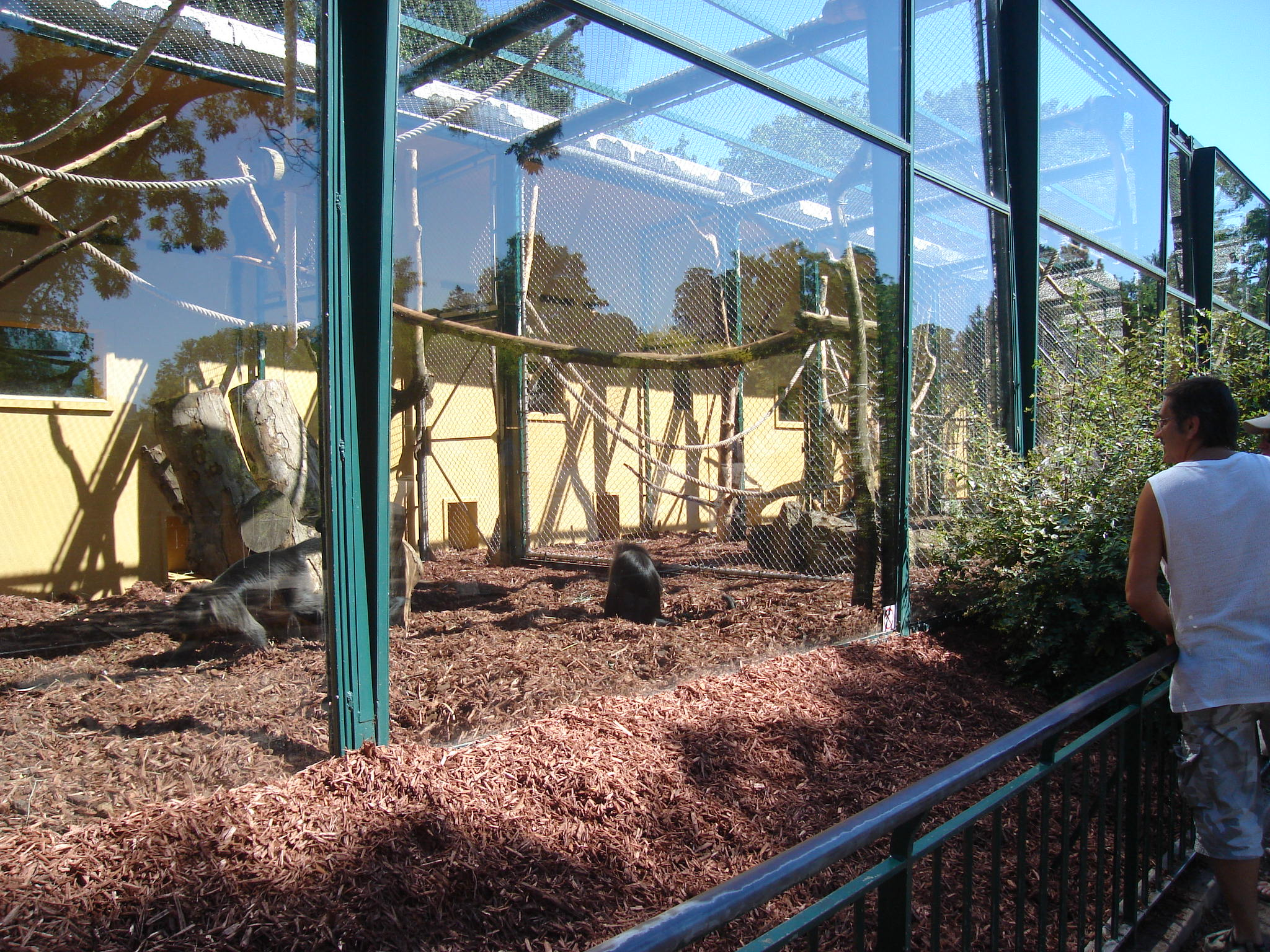
Parc de la Tête d'or, le clos des singes.
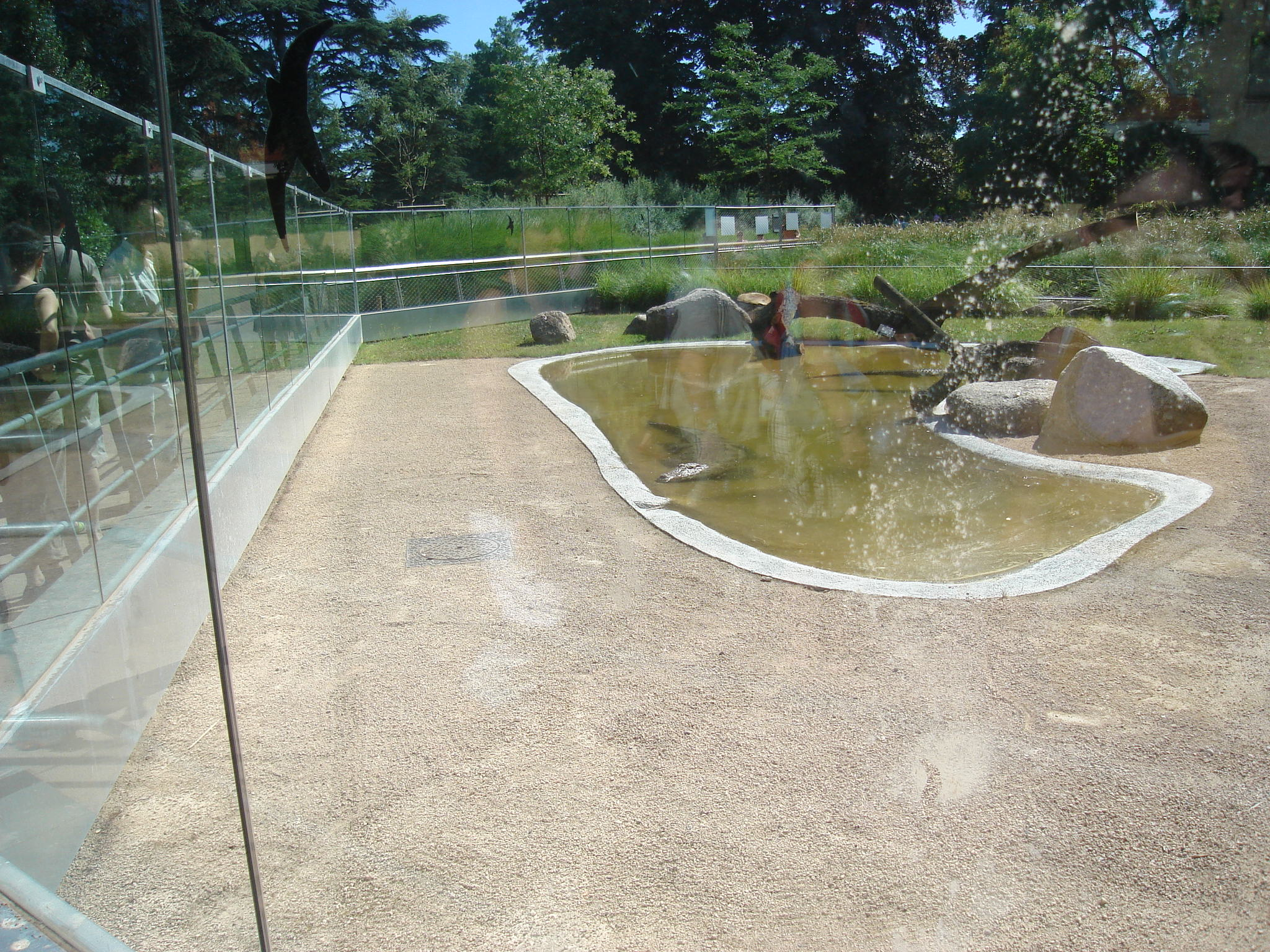
Parc de la Tête d'or, les crocodiles.

### Vélodrome Georges-Préveral
Le vélodrome est créé en 1894, à l'occasion de l'exposition universelle se déroulant, cette année-là, dans le parc. Des courses s'y déroulent pour exposer les derniers modèles de bicyclettes. Pourtant, en 1909, Édouard Herriot, alors maire de Lyon, fait voter la transformation du vélodrome en terrain de jeu, afin d'éviter d'importantes dépenses nécessaires à sa réhabilitation. Le vélodrome survivra et sera finalement rénové en 1934.
Il connaît de grands moments, comme les championnats du monde de 1989, à l'occasion desquels il est complètement réhabilité. Jeannie Longo y remporte deux titres de championne du monde, en poursuite et à la course aux points.
Trois clubs y sont installés, et des compétitions s'y déroulent périodiquement. Les championnats Rhône-Alpes de cyclisme sur piste y sont organisés chaque année. 
Les écoles de l'agglomération profitent de cette infrastructure pour faire de l'initiation et utilisent également le plateau central, aménagé d'une piste d'athlétisme et d'un terrain de sport permettant la pratique du handball, du basket-ball et du volley-ball, pour les cours d'éducation physique.
La piste en béton, d'une longueur de 333,33 mètres avec des virages inclinés de 43° au maximum, est homologuée par l'union cycliste internationale (UCI)  pour l'organisation de compétitions internationales.

### Roseraies
Leur origine est dans le don fait en 1805 par Joséphine de Beauharnais d'une collection de ses rosiers.
Le parc contient trois roseraies :
- la roseraie historique du Jardin botanique, créée en 1980 sur 1 600 m2 avec 570 variétés, et permettant de retracer l'histoire de la culture des roses. Elle a été restaurée et inaugurée en 2015 pour le Congrès mondial des roses, et présente 3 grands massifs, l'un consacré aux rosiers européens (galliques) le second aux rosiers asiatiques et le dernier aux hybrides modernes[39] ;
- la roseraie d'étude et de concours qui a pris la place de l'ancienne roseraie : elle abrite de nouvelles variétés, et, chaque année, le jury attribue le prix de « la plus belle rose de France » dans le cadre du Concours International de Roses Nouvelles de Lyon[40] ;
- la nouvelle roseraie internationale inaugurée en 1964 comprenant 60 000 rosiers représentant plus de 350 cultivars les plus fréquents en France et à l'étranger. Ce jardin de rose de style irrégulier, mi-anglais, mi-moderne s'étend sur 5 hectares.

C'est le siège de la Société française des roses.

### Jardin botanique
15 403 plantes y sont répertoriées en janvier 2020, dont 12 402 taxons, ce qui en fait un des jardins botaniques les plus riches d'Europe et le premier jardin municipal de France. Il attire des spécialistes du monde entier.

Les serres et jardins ont des horaires d'ouverture qui leur sont propres. À part les serres hors enceinte, il comporte deux enclos jointifs : le Jardin Alpin, le Jardin Botanique. Le public peut suivre des visites commentées ou des ateliers à destination des adultes ou des enfants, animés par le service médiation du Jardin botanique. Ces animations sont destinées à découvrir le monde des plantes.

### Serres

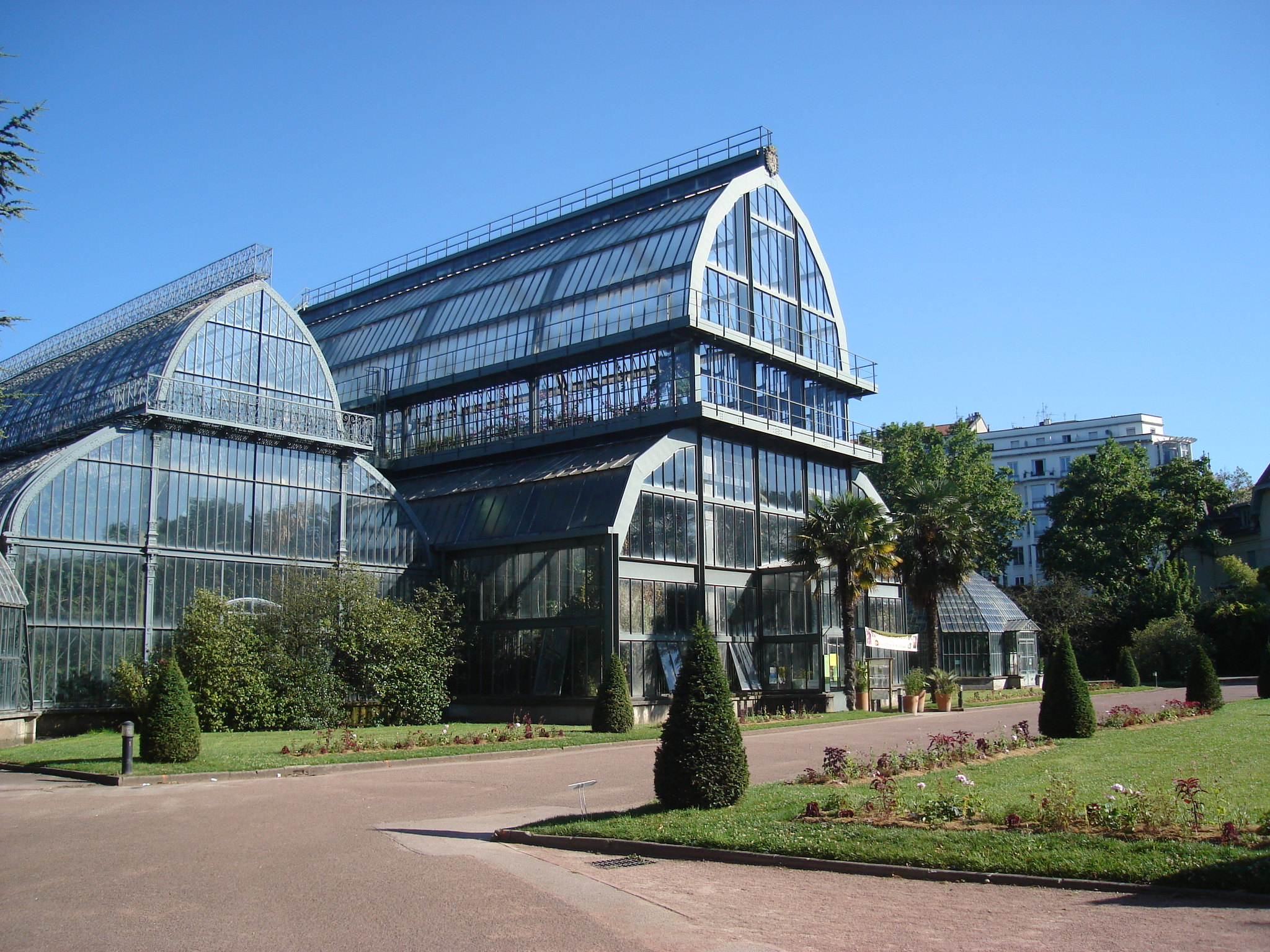
Les grandes serres.

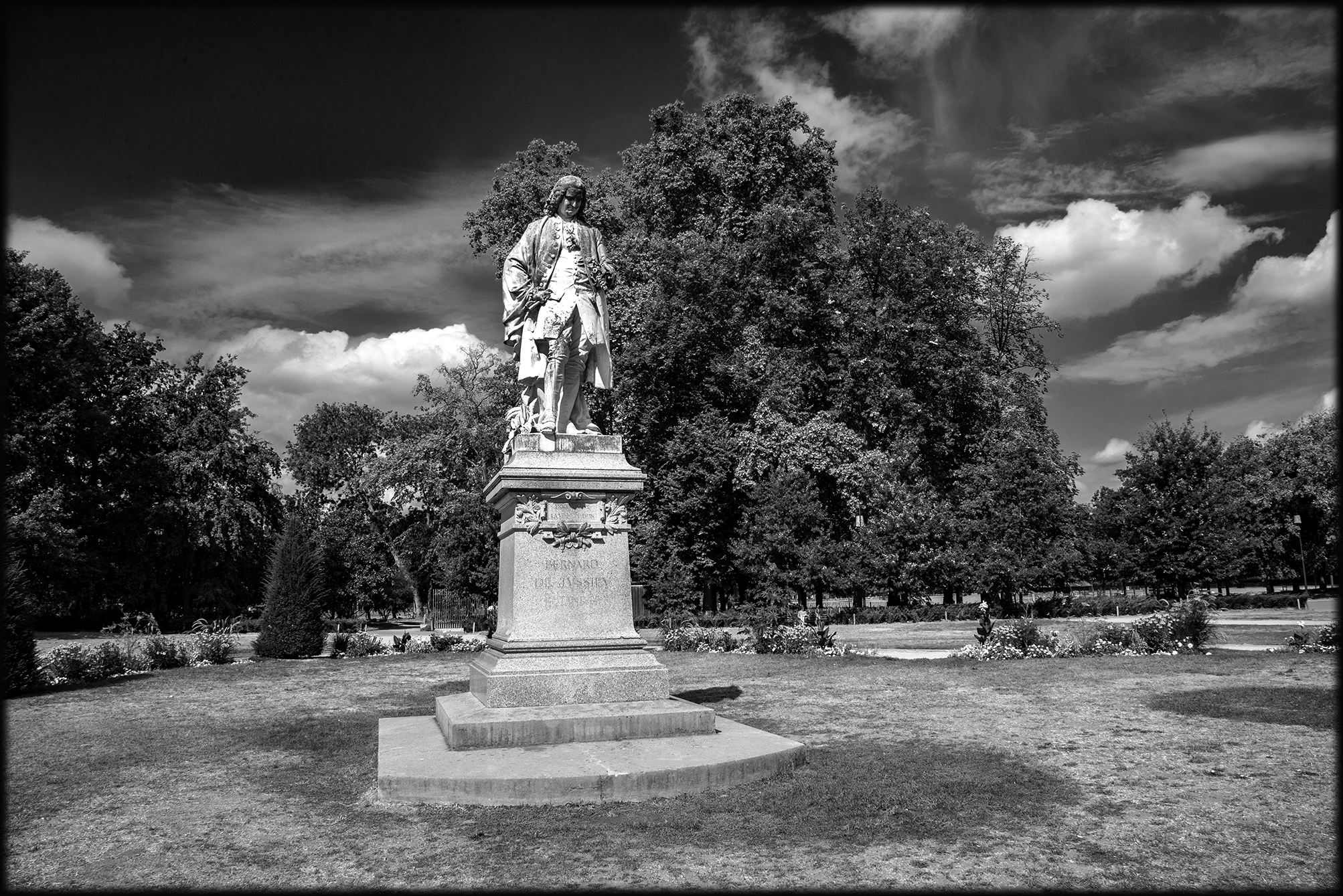
Statue du botaniste Bernard de Jussieu.

Malgré leur situation et leurs horaires d'accès particuliers, les serres font partie intégrante du jardin botanique au sens large. L'orangerie par contre, serre historique de pierre, n'en fait plus partie.
Il y eut d'abord des serres en bois, mais elles résistèrent mal à l'humidité de l'air intérieur. De nouvelles serres sont construites en 1880 sous la direction de Théodore Domenget, nouveau directeur de la voirie. Ce sont des bâtiments remarquables, et leur architecture tout en fer et verre est très représentative du XIXe siècle.
- Hors de l'enclos du jardin botanique :
  - Les Grandes serres connues pour ses plantes tropicales (restaurées en 1970 et de 1997 à 2000[46]). Elles sont constituées en trois parties : le Grand dôme et de ses deux chapelles. La serre de gauche est dédiée aux camélias, appelée serre des camélias[47]. Alors que la serre de droite, dite serre des pandanus[48], abritant originellement l'espèce des pandanus, accueille actuellement des plantes des régions chaude des îles Mascareignes. Quant au Grand dôme, de par sa taille et sa capacité à être chauffé, valorise des arbres, palmiers tropicaux et plantes de climat tempéré[49].
  - Les petites serres chaudes, dites serres tropicales, abritant avec les orchidées et les fougères. Elle est constituée de la serre de la canopée, valorisant des plantes épiphytes, d'un couloir central avec des plantes tropicales d'Amérique, de la serre des aracées ainsi que de la serre des orchidées[50].
  - Les petites serres froides, abritant les plantes à fleurs horticoles, fermées au public pour cause de vétusté depuis 2004. Elles font l'objet d'un projet de réhabilitation[51].
  - La serre chaude de 400 m2 consacrée à la végétation de Madagascar et des milieux arides, du Mexique notamment, est ouverte au public depuis 2008 avec mise en situation pour le visiteur (reproduction de la latérite avec de la brique pilée)[52].

- Dans l'enclos du jardin botanique :
  - La serre aquarium, serre Victoria, abrite le fameux nénuphar Victoria d'Amazonie dont les feuilles peuvent atteindre 3 m de diamètre[53].
  - La serre hollandaise divisée en deux zones : la serre des plantes carnivores, et la serre africaine occupée par une collection de plantes d'Afrique du sud[54].

Les serres ont une surface totale de 6 500 m2, ce qui en fait le plus grand ensemble de France, et elles permettent de préserver environ 6 000 variétés de plantes.

### Commerces et services
Le parc accueille des espaces commerciaux et services. Il y a le théâtre de Guignol, deux carrousels, des balançoires, des quads à pédale et un stand de pêche aux canards, sur la place Guignol à proximité du parc zoologique. Un bassin avec des bateaux pour enfants nommé Le petit Lac, un mini-golf, un mini-karting, le petit train du parc sur voie ferrée sont situés à l'entrée du vélodrome. Un petit train sur pneumatique dit le lézard du parc fait le tour du parc. L'embarcadère du lac permet la location de barques, pédalos, bateaux à moteur électrique et rosalies. Deux restaurants sont au bord du lac avec deux buvettes et plusieurs autres stands de crêpes et gaufres, barbes à papa et confiseries, le Kiosque et la Boutique. Le boulodrome Louis Pradel, réservé aux clubs, est proche de l'entrée boulevard de Stalingrad.

### Autres lieux

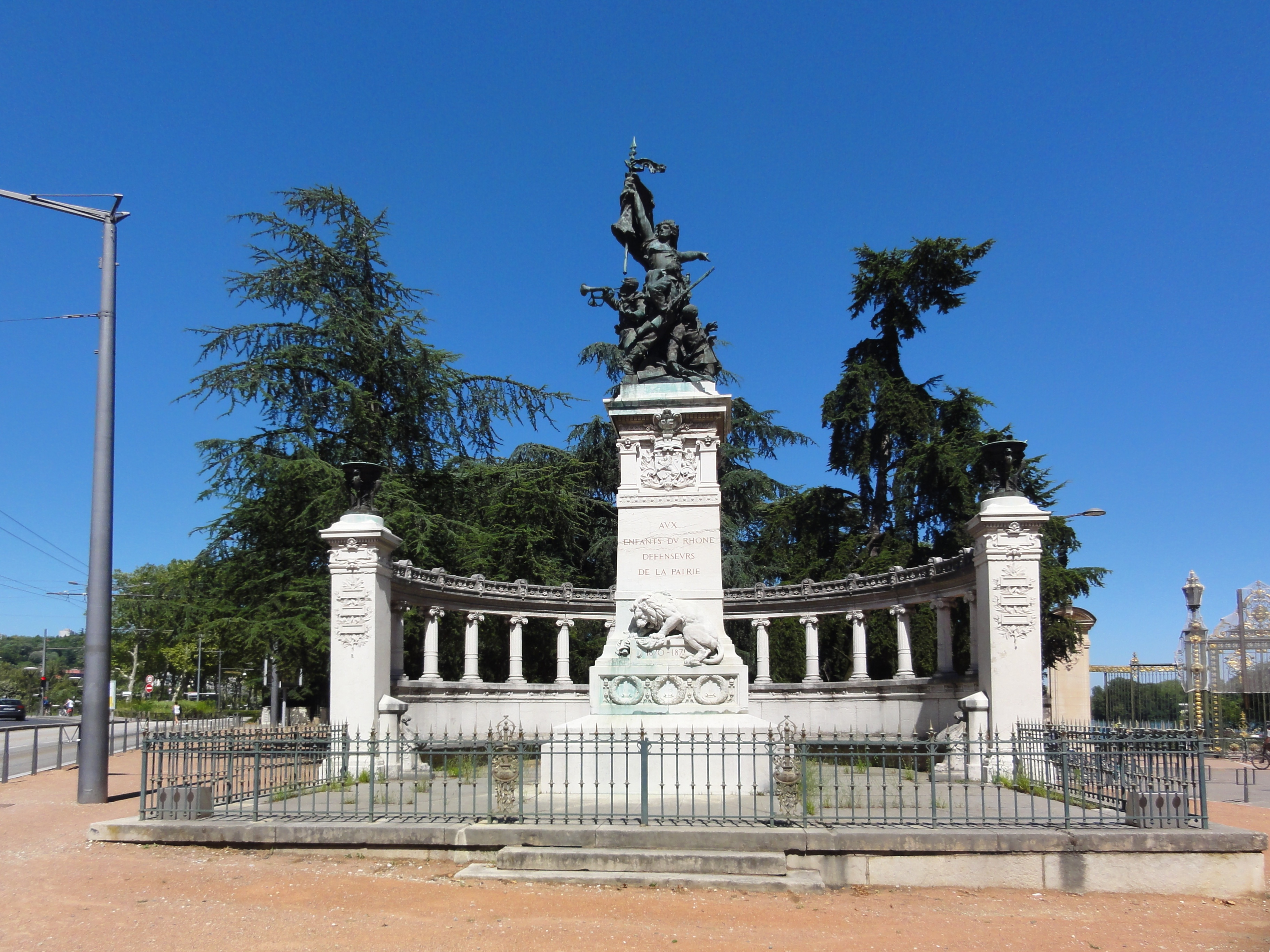
Monument aux morts « Aux enfants du Rhône défenseurs de la Patrie » - Guerre de 1870-71.

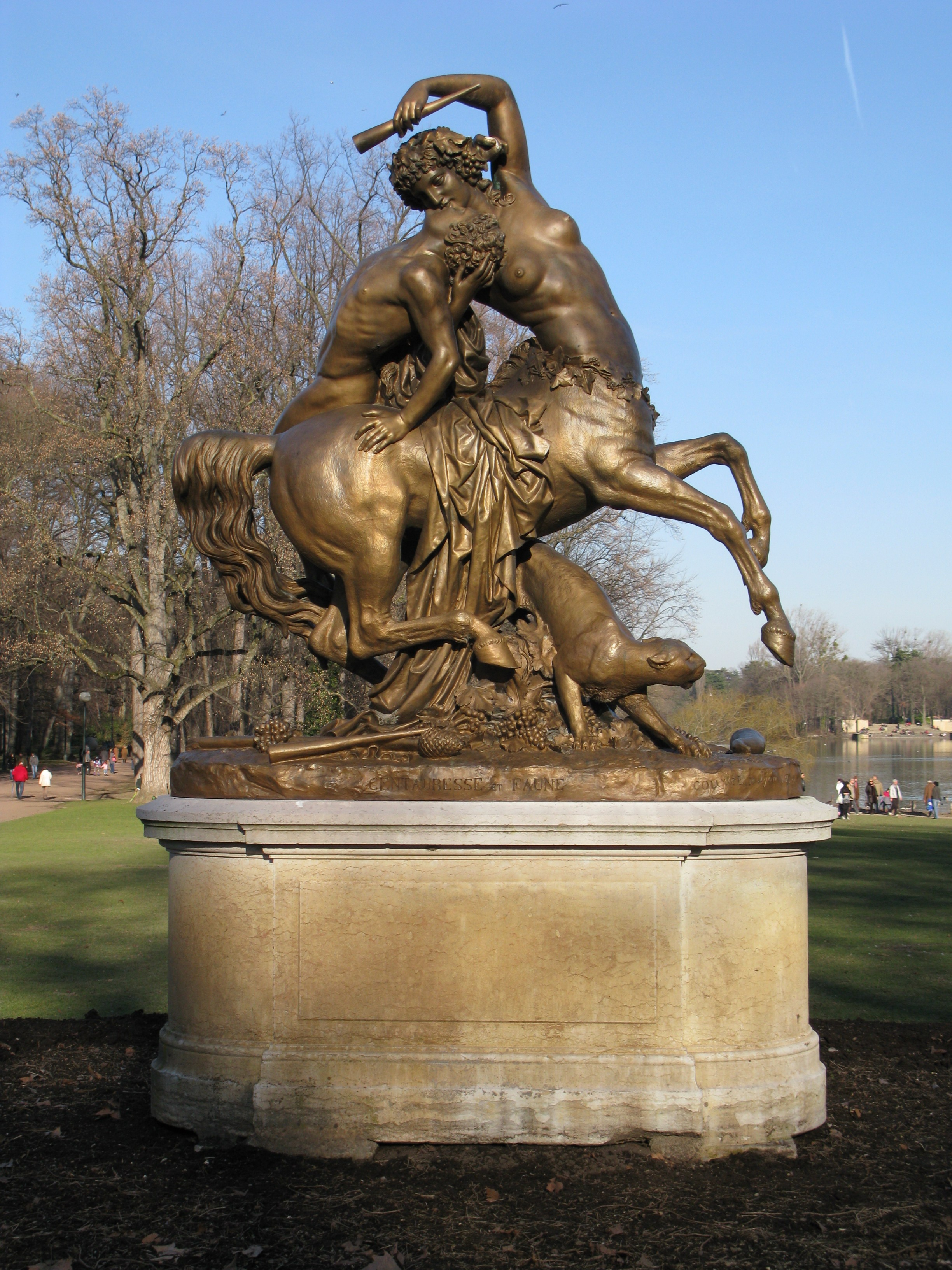
La Centauresse et le faune d'Augustin Courtet.

- Le monument aux morts « Aux enfants du Rhône défenseurs de la Patrie », inauguré le 30 mai 1887 après cinq ans de travaux, commémore les soldats du Rhône tués lors de la guerre franco-allemande de 1870-1871 à la Porte des Enfants du Rhône[58]. Cette dernière est dotée d'une grille en fer forgé fabriquée dans le style du XVIIIe siècle, réalisée en 1900-1901, recouverte en partie de feuilles d'or. À l'origine, le parc n'était pas fermé, la grande grille et le mur d'enceinte ont été installés en 1898[59].
- La porte du Lycée, à proximité du lycée du Parc, se situe avenue Verguin. Elle est aussi appelée porte Montgolfier - suite au second vol humain à bord d'une montgolfière qui s'est prématurément arrêtée vers l'actuel parc de la Tête d'Or le 19 janvier 1784[60].
- Sculpture en bronze « La Centauresse et le Faune », de Courtet, réalisée en 1849 et installée près de la Porte des Enfants du Rhône[61].
- Sculpture « Ensemble pour la Paix et la Justice », composition en bronze et granit, réalisée par Xavier de Fraissinette. Installée en 1996 à l'occasion du Sommet du G7 1996[62].
- Le grand carrousel dans le parc des jeux pour enfants. Il est construit en 1895 par les établissements Gustave Bayol[63]. Ce manège, mesurant 10 mètres, est initialement actionné à la main, il est électrifié et motorisé en 1918. Il est composé, entre autres, d'animaux en bois que l'on retrouve alors dans le parc zoologique. Toutes les figures sur lesquelles les enfants s'assoient ont été réalisées et peintes à la main. « Le Limonaire » est un véritable orgue de Barbarie Gavioli modèle 722 à cartons perforés 51 touches de 1908[64].
- L'orangerie a été transportée pierre par pierre depuis l'emplacement de l'ancien jardin botanique à la Croix-Rousse pour être reconstruite dans le parc[65]. Elle reçoit des expositions sur tous les thèmes possibles (artistiques ou non artistiques) faites par des personnes ou des collectifs[66].
- La « ferme Lambert », toujours visible aujourd'hui, est un bâtiment antérieur à la création du parc de la Tête d'Or. Elle accueille les bureaux du jardin botanique, ainsi que sa bibliothèque et ses collections. Un belvédère a été construit en 1878, et supprimé en 1926, abritant une station météorologique de l'observatoire de Lyon[67] donnant le surnom au bâtiment d'« observatoire »[68].
- Le colombier, construit en 1861, est un exemple de l'architecture des parcs zoologiques XIXe siècle, maison de bois sombre avec un toit élancé[69].
- Le pavillon des gardes, aussi connu sous le nom de maison ou chalet des gardes, est un bâtiment construit en 1908[70] par Eugène Huguet, architecte, professeur à l'École régionale d'Architecture et à l'École des Beaux-Arts de Lyon[71]. Ce bâtiment accueille actuellement un poste de police municipale[72].

## Le parc de la Tête d'or à l'écran
Le parc de la Tête d'or a servi de décor à quelques films ou téléfilms :
- L'Horloger de Saint-Paul (1974), film de Bertrand Tavernier.
- Coup de foudre (1983), de Diane Kurys
- Tout va bien, on s'en va (2000), film de Claude Mouriéras.
- Jean Moulin (2001), téléfilm d'Yves Boisset.
- Détrompez-vous (2007), film de Bruno Dega.
- Les Adoptés (2011), film de Mélanie Laurent.
- Pour une femme (2012), film de Diane Kurys.
- Disparue (2015), mini-série.
- La Pièce rapportée (2020), film de Antonin Peretjatko[73].